# Sociedade Esportiva Palmeiras
Sociedade Esportiva Palmeiras (pronúncia em português: [sosiedˈadʒi ispoɾtʃˈivə pawmˈejɾəs]), conhecida popularmente como Palmeiras, é um clube poliesportivo brasileiro da cidade de São Paulo, capital do estado homônimo. Foi fundado em 26 de agosto de 1914 e suas cores, presentes no escudo e bandeira oficial, são o verde e branco. O vermelho, presente desde sua fundação em 1914, foi excluído durante a Segunda Guerra Mundial, por pressão do governo de Getúlio Vargas, na mesma reunião que formalizou a mudança de nome de Palestra Italia para Palmeiras.
Tem como modalidade esportiva principal o futebol, como um dos clubes mais vencedores e de maior relevância em todo o continente, além de estar entre aqueles com maior torcida do país. Seus títulos mais importantes conquistados no futebol são as Copas Libertadores da América de 1999, 2020 e de 2021, e a Copa Rio (internacional) de 1951, considerado na época como um mundial de clubes de futebol e reconhecido como tal pela FIFA, por meio do presidente da entidade, Joseph Blatter, em agosto de 2014, sendo uma decisão do Comitê Executivo da FIFA de 7 de junho e por meio de documento encaminhado ao Ministério do Esporte do Brasil em novembro do mesmo ano. A entidade, no entanto, não reconhece a competição como um torneio FIFA e reforçou este posicionamento em outubro de 2017, quando reconheceu os vencedores da Copa Intercontinental como campeões mundiais, sem, também, promover a unificação da Copa Intercontinental com a sua competição anual até 2024, a partir de 2025, o quadrienal Mundial de Clubes FIFA passou a ser a principal competição de clubes da entidade. No âmbito internacional, o clube também conquistou a Copa Mercosul de 1998 e a Recopa Sul-Americana de 2022.
Eleito o melhor time do mundo de 2021 no ranking da Federação Internacional de História e Estatísticas do Futebol (IFFHS, na sigla em inglês), o Palmeiras é a equipe brasileira com o maior número de títulos de abrangência nacional conquistados, sendo o único a vencer todas as competições oficiais que disputou criadas no país, inicialmente pela Confederação Brasileira de Desportos (CBD) e, a partir de 1980, pela Confederação Brasileira de Futebol (CBF). O alviverde possui 18 conquistas deste porte, com destaque maior para seus 12 títulos do Campeonato Brasileiro (atual recordista): 1960, 1967,(1) 1967,(2) 1969, 1972, 1973, 1993, 1994, 2016, 2018, 2022 e 2023. Além destes campeonatos, o Palmeiras já venceu no país as Copas do Brasil de 1998, 2012, 2015 e de 2020, a Supercopa Rei de 2023 e a Copa dos Campeões de 2000, competições também organizadas pela entidade máxima do futebol brasileiro.
No Estado de São Paulo, o Palmeiras também é um dos principais vencedores, com 26 conquistas do Campeonato Paulista de Futebol e mais dois títulos extra da mesma competição. Em 1996, o alviverde conquistou o estadual daquele ano com a melhor campanha de uma equipe na era profissional neste campeonato. Na ocasião, foi campeão com 83 pontos ganhos em 90 possíveis, com um índice de aproveitamento de 92,2% dos pontos disputados e 102 gols marcados em 30 jogos realizados. Desde então, esta marca jamais foi alcançada por qualquer outra equipe na competição.
No mais recente Ranking Nacional de Clubes da CBF, que leva em conta o comportamento das equipes nas últimas cinco temporadas e que foi divulgado em dezembro de 2024, o Palmeiras é o terceiro colocado, com 14 536 pontos. No último ranking da confederação que levou em conta um período histórico mais abrangente do futebol brasileiro e que foi divulgado em 2011, o Palmeiras foi o líder, com 2 366 pontos. Em 2005, no dia 11 de outubro, foi sancionada na cidade de São Paulo a Lei n.º 14 060, que definiu o dia 20 de setembro como o "Dia da Sociedade Esportiva Palmeiras", que passou a ser lembrado anualmente na capital paulista, já que passou a integrar o Calendário Oficial do Município.

## História

### Início do século XX

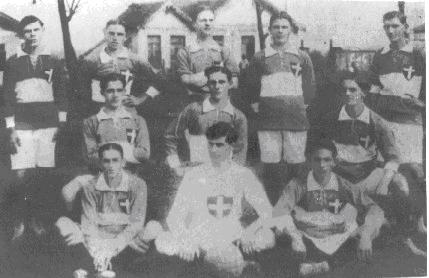
Time do Palestra Italia em 1916

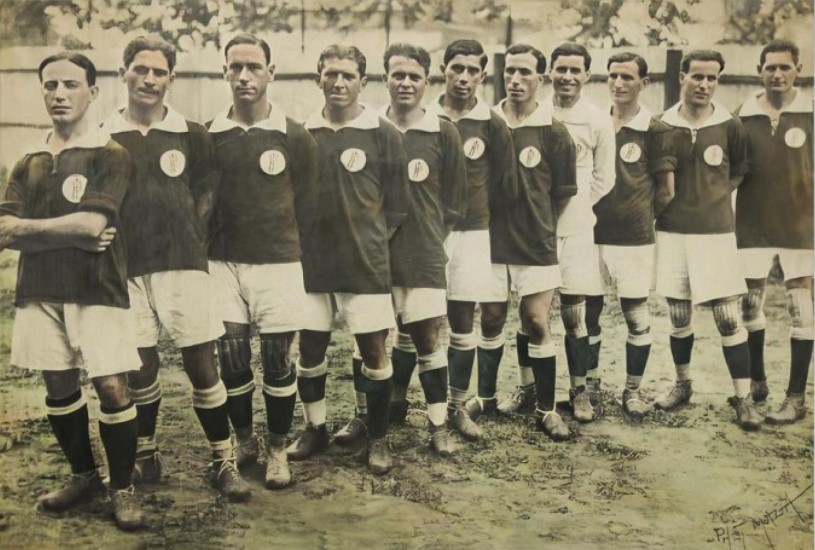
Palestra Italia Campeão Paulista de 1920

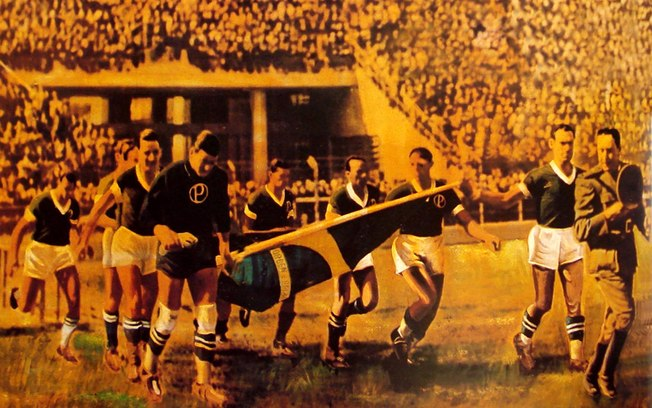
Tela que reproduz a Arrancada Heroica de 1942

A História da Sociedade Esportiva Palmeiras começa no dia 26 de agosto de 1914, quando o clube foi fundado por imigrantes italianos na cidade de São Paulo com o nome de Palestra Italia. A primeira partida da equipe foi disputada em 24 de janeiro de 1915 contra o Savoia, do atual município de Votorantim, à época distrito de Sorocaba, no interior paulista, e contou com a vitória palestrina por 2 a 0, com gols de Bianco e Alegretti.
Depois de colecionar nas décadas de 20 e 30 do século XX uma série de títulos paulistas e conquistar uma quantidade relevante de torcedores, o clube foi obrigado a mudar seu nome para Sociedade Esportiva Palmeiras em 1942, por ocasião da Segunda Guerra Mundial, já que o Brasil, governado pelo então presidente Getúlio Vargas, declarou guerra aos países do "Eixo" (Alemanha, Itália e Japão) e se alinhou aos países "Aliados", (Estados Unidos, União Soviética, Reino Unido, França, e outros).
Na sua primeira partida com o novo nome de Palmeiras, em 20 de setembro de 1942, sagrou-se campeão paulista com uma vitória sobre o São Paulo no Estádio do Pacaembu, no episódio histórico que ficou conhecido como "Arrancada Heroica". Nas décadas seguintes, com grandes jogadores, como Oberdan Cattani, Waldemar Fiúme, Villadoniga, Jair Rosa Pinto, Liminha e Rodrigues, ampliou seu acervo de títulos e se consolidou com uma das equipes mais importantes do Brasil.

### Segunda metade do século XX

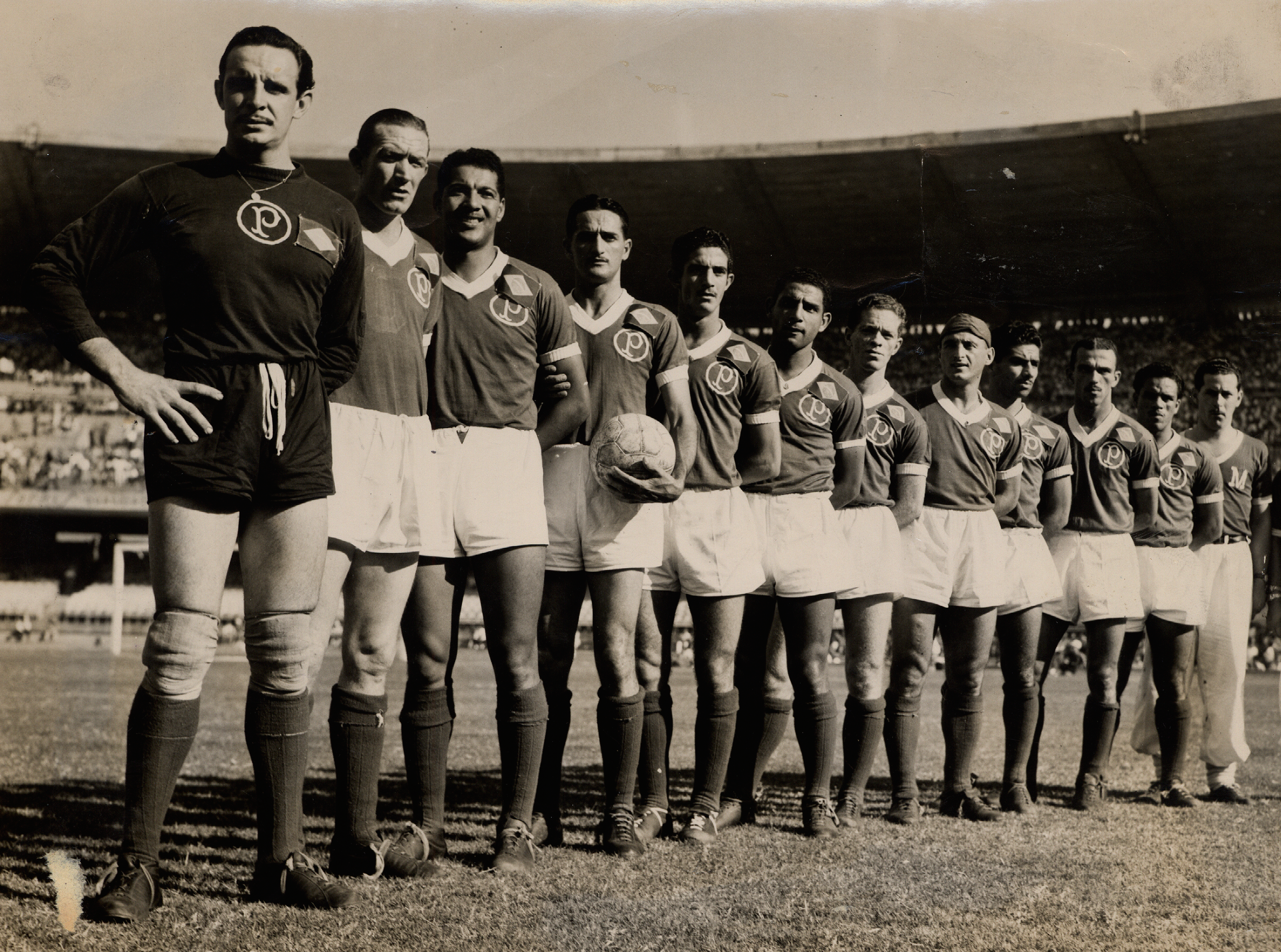
Palmeiras Campeão da Copa Rio de 1951

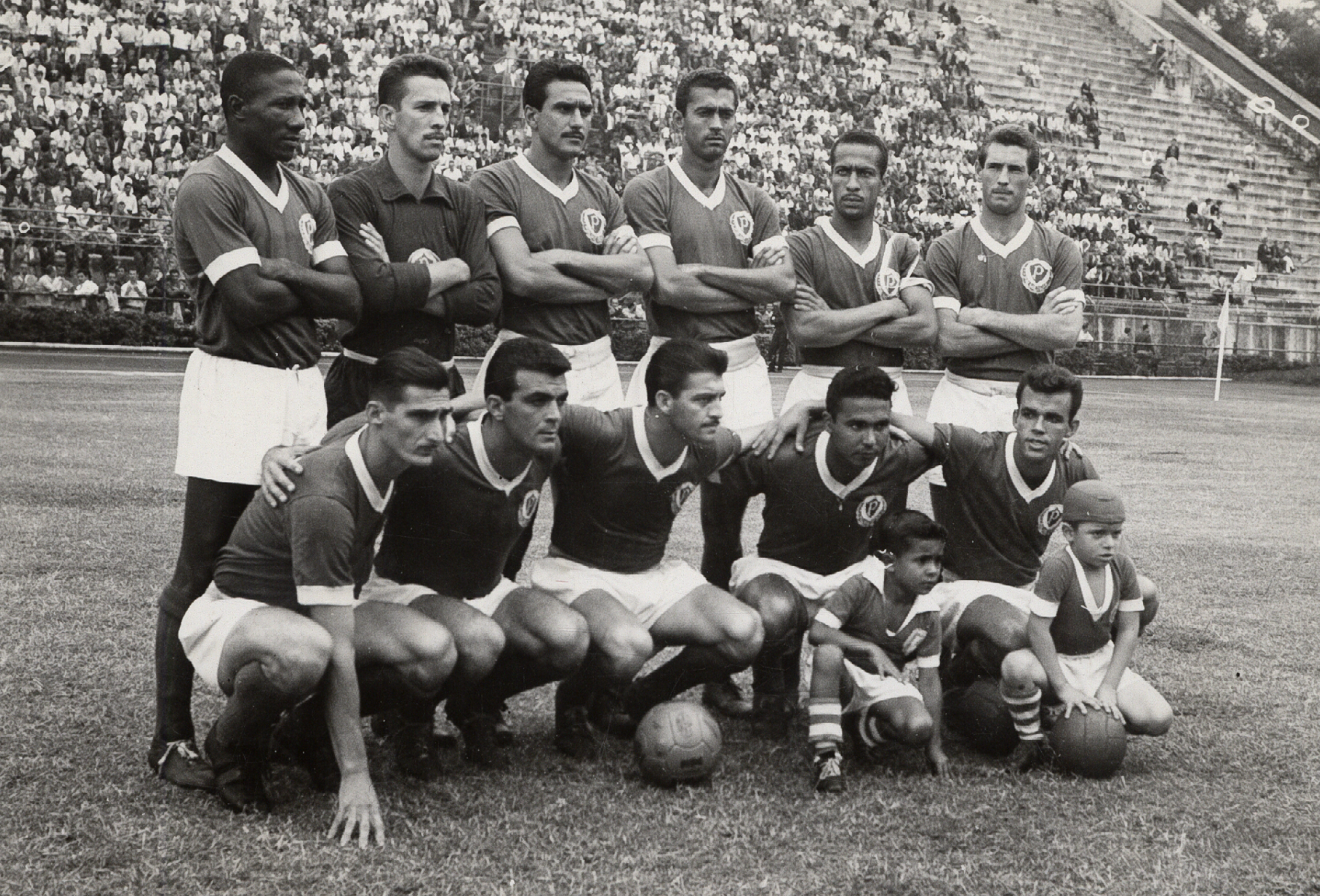
Primeira Academia do Palmeiras, 1960

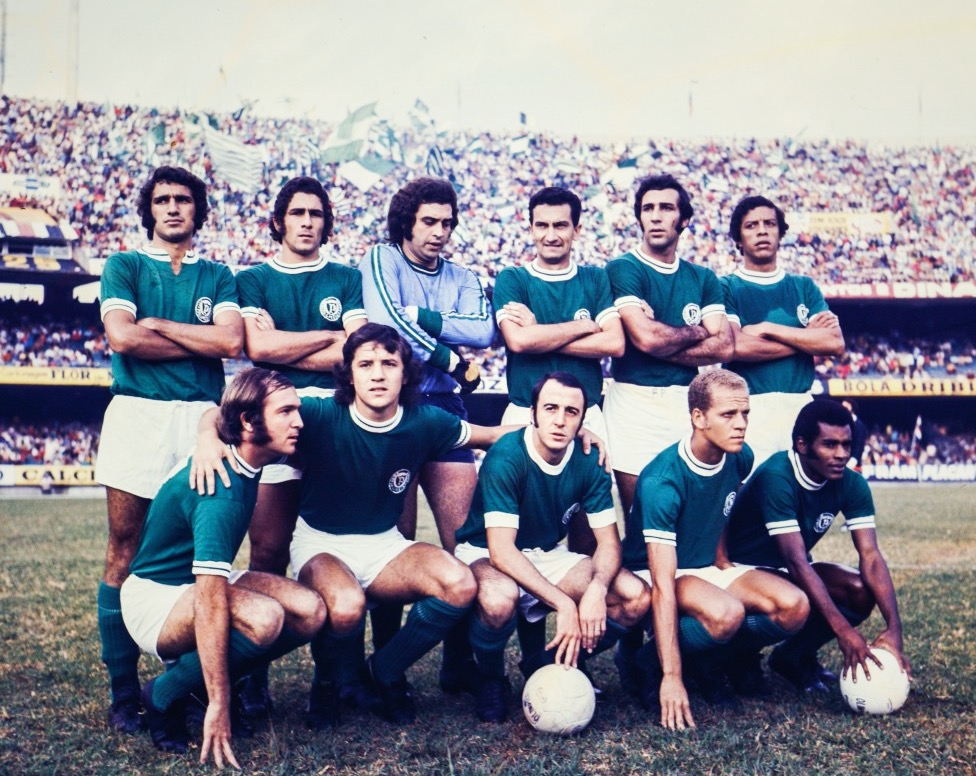
Segunda Academia do Palmeiras, 1972

Na virada da primeira para a segunda metade do século, o alviverde atingiu um grande momento, conquistando seu primeiro e um dos mais importantes títulos internacionais. O clube paulistano venceu a Juventus, da Itália, no Estádio do Maracanã, para um público de mais de 100 mil pessoas, na final da Copa Rio de 1951, competição que foi reconhecida posteriormente pela FIFA com um Mundial de Clubes.
Entre 1958 e 1970, nos "anos de ouro" do futebol brasileiro, quando o País conquistou seus três primeiros títulos mundiais de futebol e encantou o planeta, o Palmeiras era um dos poucos times que conseguiam ser páreo para o Santos de Pelé, considerado um dos maiores times do mundo em todos os tempos.
Em 1965, foi inaugurado o Estádio Magalhães Pinto, o "Mineirão", e, para coroar os festejos da inauguração, organizou-se um amistoso entre a Seleção Brasileira e a do Uruguai. Pela primeira vez na história do futebol brasileiro, um time, a Sociedade Esportiva Palmeiras, foi convidado para compor toda a delegação, do técnico ao massagista, do goleiro ao ponta-esquerda, incluindo os reservas. A partida foi realizada no dia 7 de setembro (data da independência brasileira), e o Palmeiras derrotou o Uruguai por 3 a 0. Durante essas décadas de ouro do futebol brasileiro, por conta da técnica apurada e pelo toque de bola refinado de seus jogadores, o Palmeiras foi comparado durante anos a uma "Academia de Futebol", que teve entre os principais protagonistas, em duas fases distintas e consecutivas, grandes nomes do futebol, como Ademir da Guia, Dudu, Julinho Botelho, Djalma Santos, Servílio, Tupãzinho, Luís Pereira, Leivinha, César e Leão.
Coincidentemente, após o maior ícone da Academia, o meia Ademir da Guia, encerrar a carreira em 1977, o Palmeiras ficou durante um longo período sem conquistar títulos. Conhecido como "Divino" por conta da grande classe no trato da bola e pela eficiência, Ademir é considerado o maior jogador da história do alviverde, com a impressionante marca de 901 jogos disputados, 153 gols marcados e dezenas de títulos conquistados, entre campeonatos oficiais e torneios amistosos nacionais e internacionais.
O jejum de títulos entre 1976 e 1993 foi o mais longo da história do clube e exigiu paciência da torcida, que viu seus maiores rivais dominarem as conquistas da década de 1980. O martírio alviverde foi sepultado depois que a diretoria idealizou uma inédita parceria para a gestão do futebol com a empresa multinacional de origem italiana Parmalat. Tal acordo, possibilitou a contratação de grandes jogadores e técnicos competentes, que recolocaram o Palmeiras na trilha das conquistas.
Sob o comando de Vanderlei Luxemburgo, o time formado por craques, como Evair, Edmundo, Roberto Carlos, César Sampaio, Mazinho, Edílson e Zinho, goleou o arquirrival Corinthians por 4 a 0 na final do Campeonato Paulista de 1993, encerrando o incômodo tabu. O mesmo time conquistaria o Torneio Rio-São Paulo daquele ano e o Campeonato Brasileiro. No ano seguinte, o alviverde obteve ainda os bicampeonatos paulista e brasileiro, com o meia Rivaldo sendo o destaque na conquista nacional.
Na segunda metade do período de parceria com a Parmalat e sob o comando de Luiz Felipe Scolari, o Palmeiras chegou a três conquistas inéditas: a Copa do Brasil e a Copa Mercosul, ambas de 1998, e a Copa Libertadores da América de 1999. Nestes três títulos, alguns dos destaques da equipe foram os jogadores Arce, Alex, Cléber, Oséas, Paulo Nunes, Júnior, Euller, além dos já citados Zinho, Evair e César Sampaio, e dos goleiros Velloso e Marcos, este último que se transformou num dos maiores ídolos da história alviverde.

### Século XXI

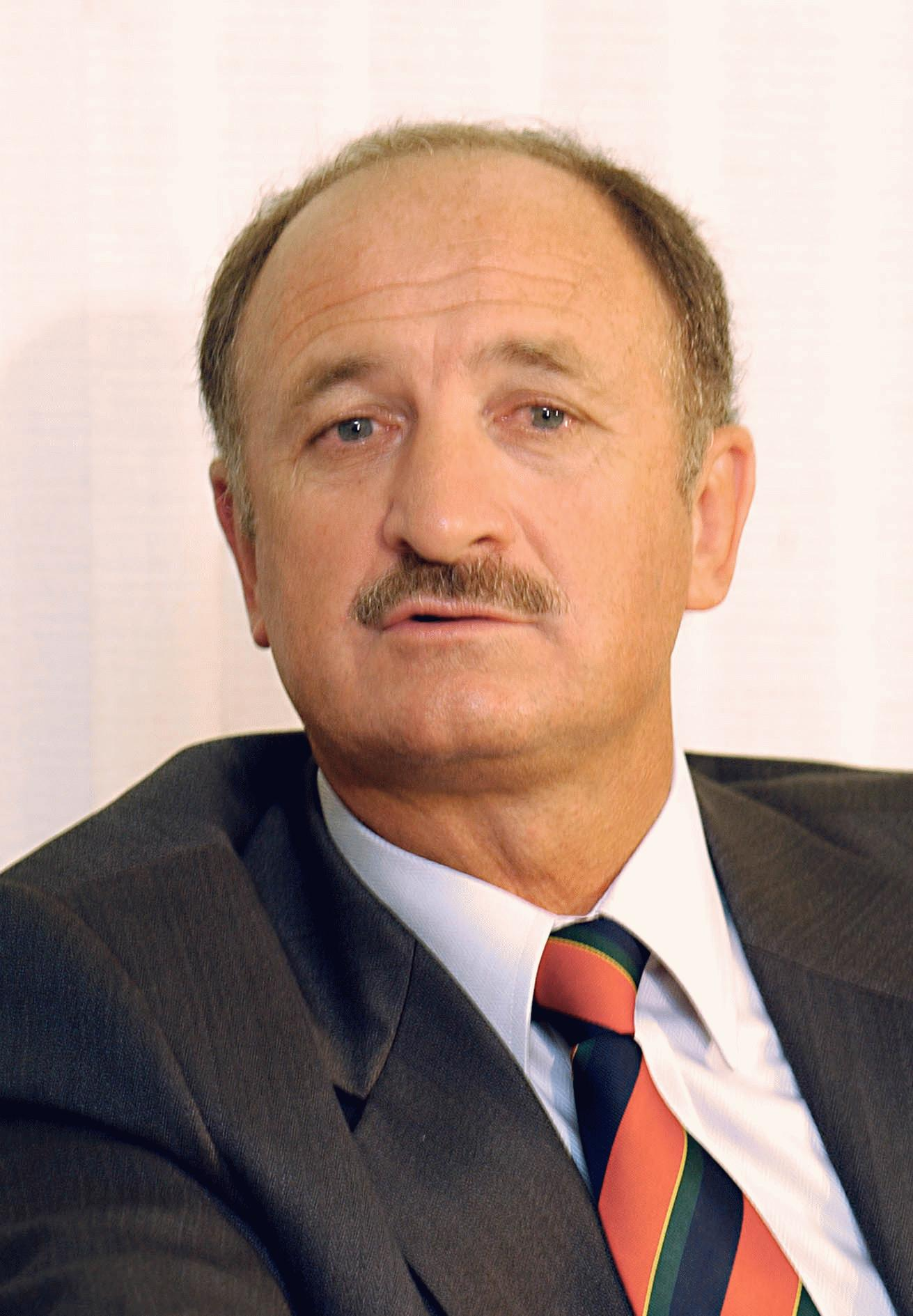
Luiz Felipe Scolari, o Felipão

Depois do novo período de alegria, que além de títulos contou com duas eliminações históricas do Corinthians na Copa Libertadores da América, e já com o término da parceira com a Parmalat, a torcida alviverde conviveu com a enorme tristeza do rebaixamento no Campeonato Brasileiro de 2002. Numa demonstração de paixão e fidelidade, apoiou o Palmeiras na conquista da Série B de 2003. A primeira década do século XXI foi um período de tentativas de reestruturação política e administrativa para o clube, que voltou a levantar um título de primeira divisão somente em 2008, quando conquistou o Campeonato Paulista.
Em 2012, ano no qual o ídolo Marcos encerrou a carreira, o Palmeiras voltou a levantar um título nacional após 12 anos. Comandada novamente por Luiz Felipe Scolari, a equipe alviverde conquistou a Copa do Brasil de 2012, de forma invicta, depois de levar a melhor contra o Coritiba na final da competição. No mesmo ano que ratificou a marca de maior campeão nacional da história, o alviverde amargou um novo rebaixamento para a Série B do Campeonato Brasileiro, depois de uma campanha marcada por uma série de contusões de jogadores, mau planejamento, elenco limitado e uma administração bastante questionada de seu presidente Arnaldo Tirone.
No ano seguinte, já sob a administração do presidente Paulo Nobre e com uma campanha com clara superioridade da equipe ante as demais, o Palmeiras subiu novamente à primeira divisão com 6 rodadas de antecedência, garantindo a participação na Série A de 2014, ano de seu centenário, quando escapou por pouco de um novo rebaixamento e quando teve a inauguração de sua nova arena como grande motivo de festa.
Em 2015, quando a nova Arena teve seu primeiro ano completo de existência, o local foi palco de vários jogos com recorde de público e renda e fechou o ano com a conquista palmeirense do tricampeonato da Copa do Brasil, disputa que teve o goleiro Fernando Prass como grande herói. Em 2016, sob o comando do técnico Cuca e com jogadores decisivos, como Dudu, Gabriel Jesus, Moisés e Zé Roberto, o alviverde confirmou seu retorno às conquistas de grande porte e chegou ao seu nono título do Campeonato Brasileiro, depois de liderar 26 das 38 rodadas da competição e realizar a segunda melhor campanha da história dos pontos corridos até aquela temporada. Após obter o vice-campeonato em 2017, o Palmeiras obteve o décimo título da competição em 2018, com mais marcas históricas, como a maior invencibilidade e o melhor turno da história da era do Brasileirão de pontos corridos até então, tendo como destaques os jogadores Dudu, Willian e Bruno Henrique, sob o comando novamente de Felipão.
Na temporada de 2020, em meio à pandemia de COVID-19, o Palmeiras conquistou o bicampeonato da Copa Libertadores da América, com uma equipe comandada pelo técnico português Abel Ferreira e com jogadores decisivos, como Weverton, Gustavo Gómez, Viña, Raphael Veiga, Rony e Luiz Adriano, além de revelações vindas da base, como os jogadores Gabriel Menino, Danilo e Patrick de Paula. Após a competição de 2020 ter sido atrasada em virtude da doença que atingiu o planeta, a fase semifinal e a final foram disputadas em janeiro do ano seguinte. A equipe eliminou o favorito River Plate nas semifinais e, na decisão em jogo único, disputada no Estádio do Maracanã, derrotou o Santos, sagrando-se campeã com a melhor campanha da competição. O segundo título do Palmeiras na Libertadores veio 21 anos após a conquista de 1999. Além da conquista da Libertadores, a temporada marcou a tríplice coroa alviverde, já que ainda foram conquistados os títulos do Campeonato Paulista e da Copa do Brasil, quando o clube chegou ao tetracampeonato.

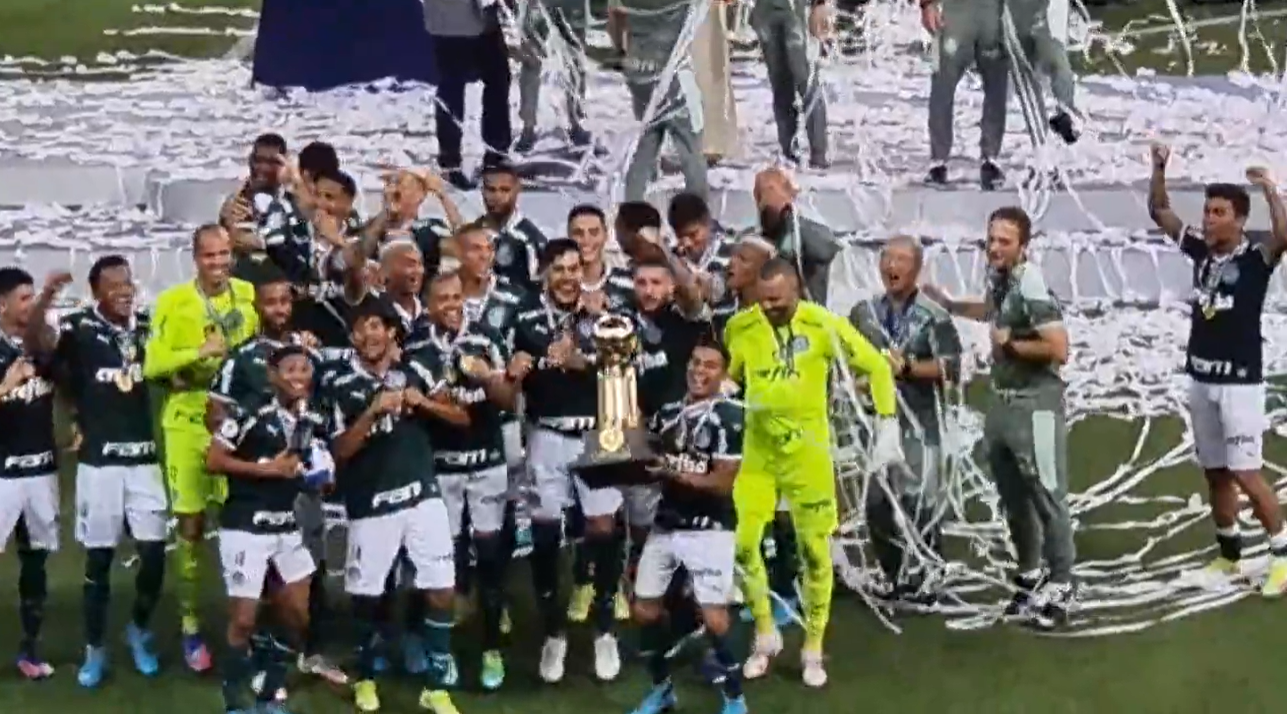
Jogadores do Palmeiras comemoram o título da Recopa

Jogadores palmeirenses comemorando a conquista da Supercopa

Ainda em novembro de 2021, com o retorno do atacante Dudu à equipe e com o lateral Piquerez e o meia Gustavo Scarpa somados à base vencedora titular da edição de 2020, o Palmeiras conquistou a Copa Libertadores da América de 2021, tornando-se tricampeão da competição ao derrotar o Flamengo na final disputada em Montevideo, no Uruguai. Com o título, a equipe paulistana se transformou no clube brasileiro com melhor desempenho na história da Libertadores, com uma série de recordes à frente de clubes compatriotas e o único time na história a ter conquistado a Copa Libertadores duas vezes no mesmo ano.
No ano seguinte, menos de um mês de perder a decisão do Copa do Mundo de Clubes da FIFA de 2021 para o Chelsea e ficar com o vice-campeonato mundial, o alviverde conquistou o título inédito da Recopa Sul-Americana de 2022, ao derrotar o Athletico Paranaense, campeão da Copa Sul-Americana de 2021, em finalíssima disputada no Allianz Parque, na primeira decisão internacional da arena alviverde.  Ainda em 2022, o alviverde conquistou o título do Campeonato Brasileiro pela 11ª vez. Em 2023, logo no início da temporada, o Palmeiras conquistou mais um título nacional, desta vez a sua primeira Supercopa Rei, ao vencer o Flamengo por 4 a 3 em jogo eletrizante. No final da temporada, tendo o jovem Endrick como principal destaque, o Palmeiras conquistou o Campeonato Brasileiro pelo segundo ano consecutivo, chegando ao 12º título da competição e ampliando seu recorde no País como o maior vencedor nacional.

## Clube

### Associados

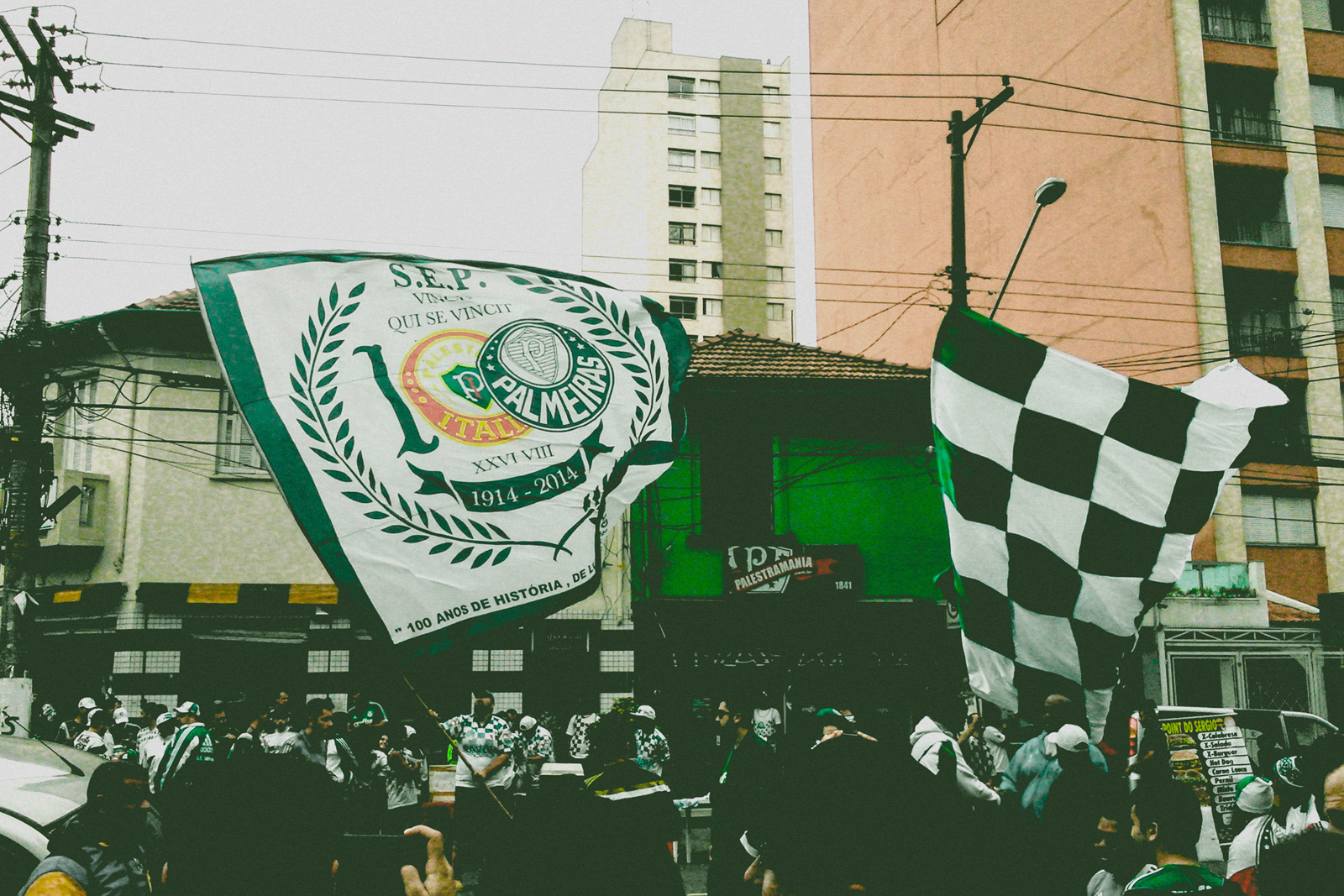
Torcedores do Palmeiras em dia de jogo em frente ao Allianz Parque na Rua Palestra Italia

Atualmente, o Palmeiras é um dos clubes com maior número de sócios do Brasil, tendo em seu quadro de associados um número estimado de 15 000 sócios. O Palmeiras, além disso, criou, em dezembro de 2006 um projeto de sócio-torcedor, o "Onda Verde". Na ocasião, em pouco mais de um mês, o programa ganhou mais de quatro mil adeptos. No final de 2009, o Palmeiras lançou mais um programa de sócio-torcedor, denominado Avanti. Com mais benefícios oferecidos, a diretoria do clube estipulou como meta a adesão de 200 mil pessoas em dois anos, o que deixaria, se o objetivo fosse alcançado, o quadro de sócios-torcedores do alviverde entre os maiores do mundo. Em junho de 2012, o Avanti foi remodelado e se transformou no programa de sócio-torcedor Avanti Palmeiras, que oferecia ainda mais vantagens para os associados. Lançado poucos dias antes do primeiro jogo da final da Copa do Brasil, entre Palmeiras e Coritiba, o projeto atraiu 9 mil pessoas em seu primeiro dia de existência, superando todas as expectativas da diretoria do clube.

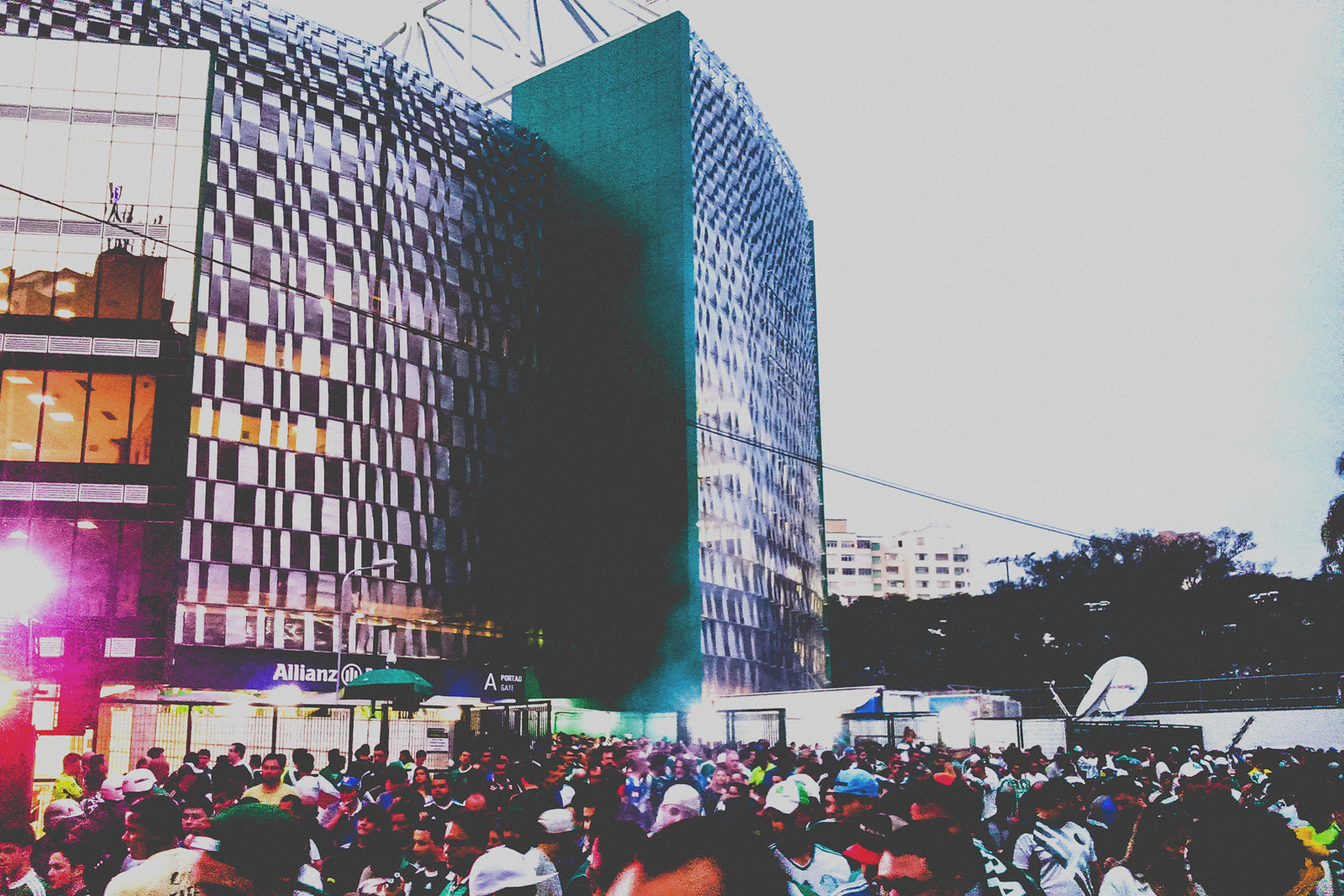
Fachada do Allianz Parque em 2015 pelo lado da Rua Palestra Italia

Em agosto de 2013, o clube promoveu uma nova reformulação no Avanti, com a criação de novas faixas para o plano e a inclusão de novos benefícios para os associados. Depois disso, o programa deu um salto importante, chegando muito próximo da marca de 40 mil associados. Em 2014, aproveitando-se do aniversário de 100 anos do Palmeiras e da inauguração da nova arena, o Avanti ampliou consideravelmente o número de associados, ultrapassou os 60 mil participantes e deixou para trás, em dezembro, pela primeira vez, o programa de sócio-torcedor do arquirrival Corinthians.
No início de 2015, embalado por um forte número de contratações de jogadores e novas campanhas de marketing, o Avanti ultrapassou a marca de 80 mil sócios e atingiu o segundo lugar em todo o País entre os programas de sócios, perdendo apenas para o líder Internacional, com 130 mil. Também conseguiu o 11º lugar no ranking mundial de sócios-torcedores do mundo, atrás de clubes como Benfica, Bayern de Munique, Arsenal, Real Madrid, Barcelona, e Manchester United. Em fevereiro, o clube atingiu a marca de 90 mil sócios-torcedores, obtendo uma marca histórica de crescimento no Brasil. Em março de 2015, o clube chegou a marca de 100 mil sócios torcedores, chegando ao top 10 mundial, ultrapassando o Manchester United, da Inglaterra.

### Patrimônio

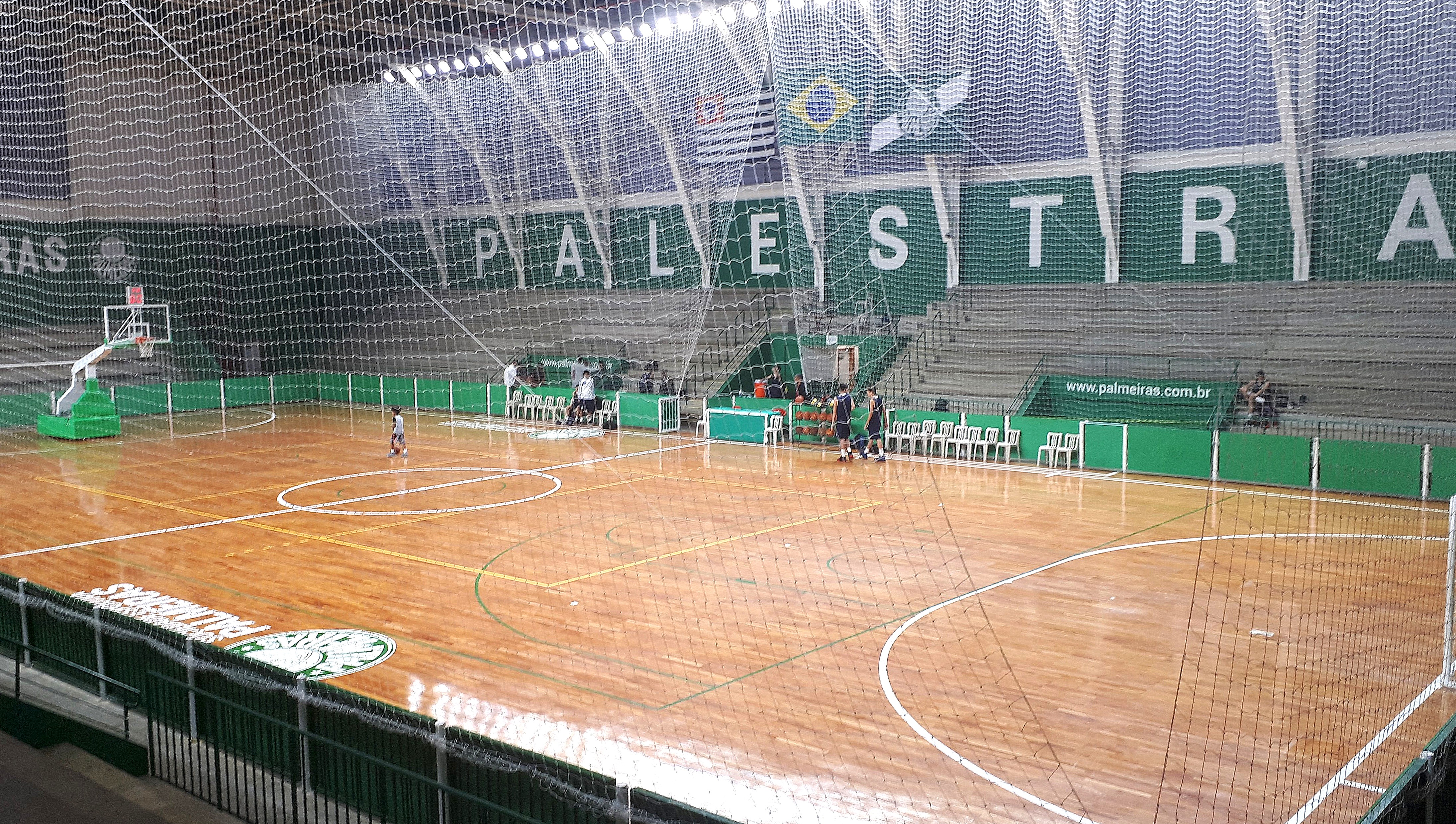
Ginásio poliesportivo do Palmeiras

#### Sedes
- Sede social: Rua Palestra Italia nº 214, Água Branca, São Paulo; onde está localizada a entrada antiga do Estádio Palestra Italia e toda a parte social do clube, que envolve o Conjunto Aquático; o ginásio oficial do clube (que algumas vezes já recebeu apresentações musicais); o Centro de Convivência Social, que abriga lanchonetes, bares, solarium, academia de ginástica e musculação, além de departamentos esportivos; o Centro de Recreação Infantil; a Sala de Troféus do Palmeiras; e quadras poliesportivas, entre outros atrativos. A entrada oficial do Allianz Parque está localizadas na Rua Palestra Italia, 200, bem ao lado da sede social do Palmeiras.
- Clube de campo: Estrada do Jaceguava s/n, bairro de Parelheiros, São Paulo. Com 138 mil metros quadrados, piscinas, dois campos de futebol, quatro quadras de tênis, duas quadras de bocha, salão de jogos, sala de TV, berçário, enfermaria, duas lanchonetes, um restaurante, uma área para churrasco com 52 quiosques, dois lagos, um playground completo.

#### Estádio

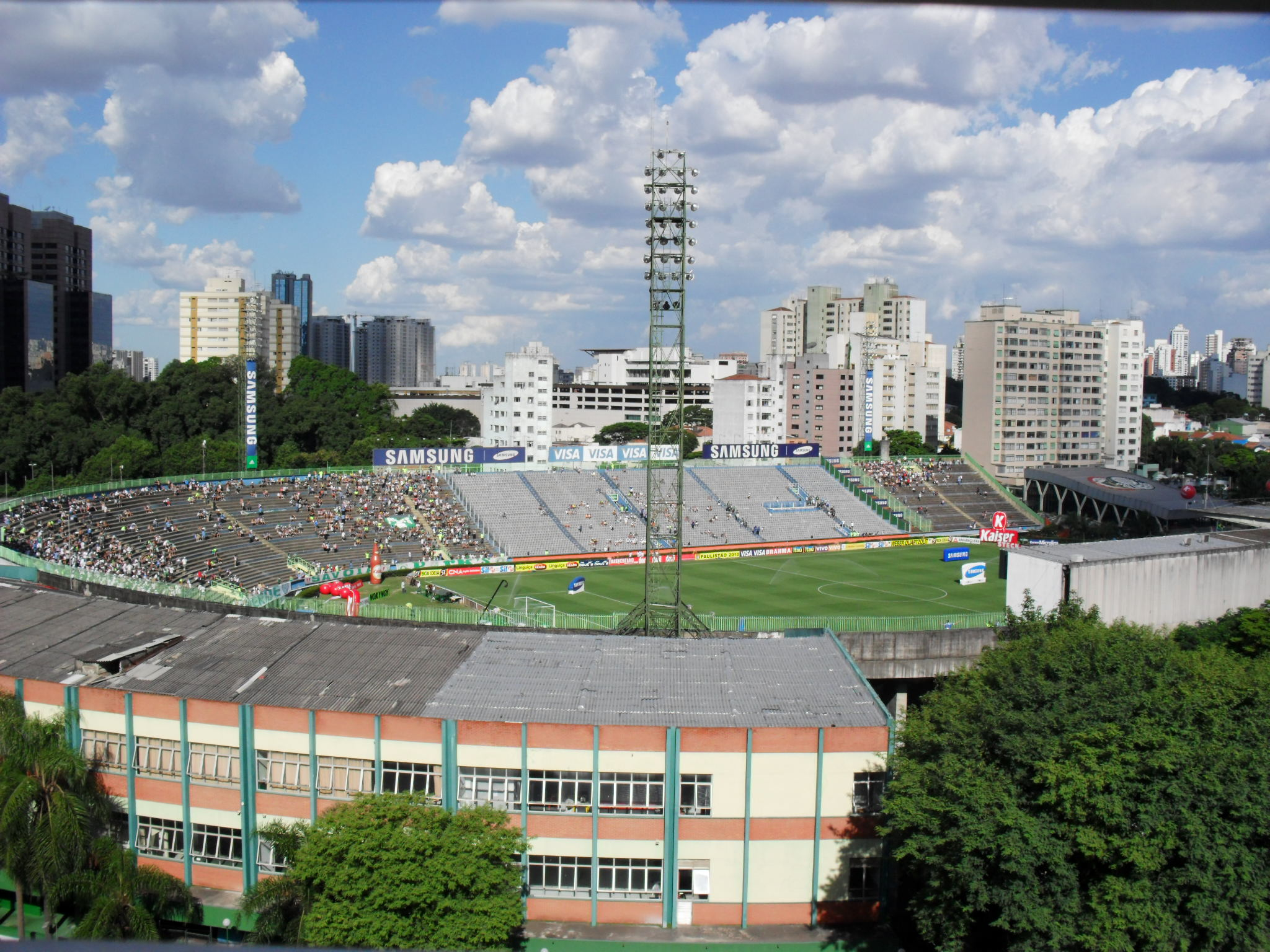
Vista lateral do Estádio Palestra Italia e de um dos prédios de departamentos esportivos amadores do Palmeiras em 2010

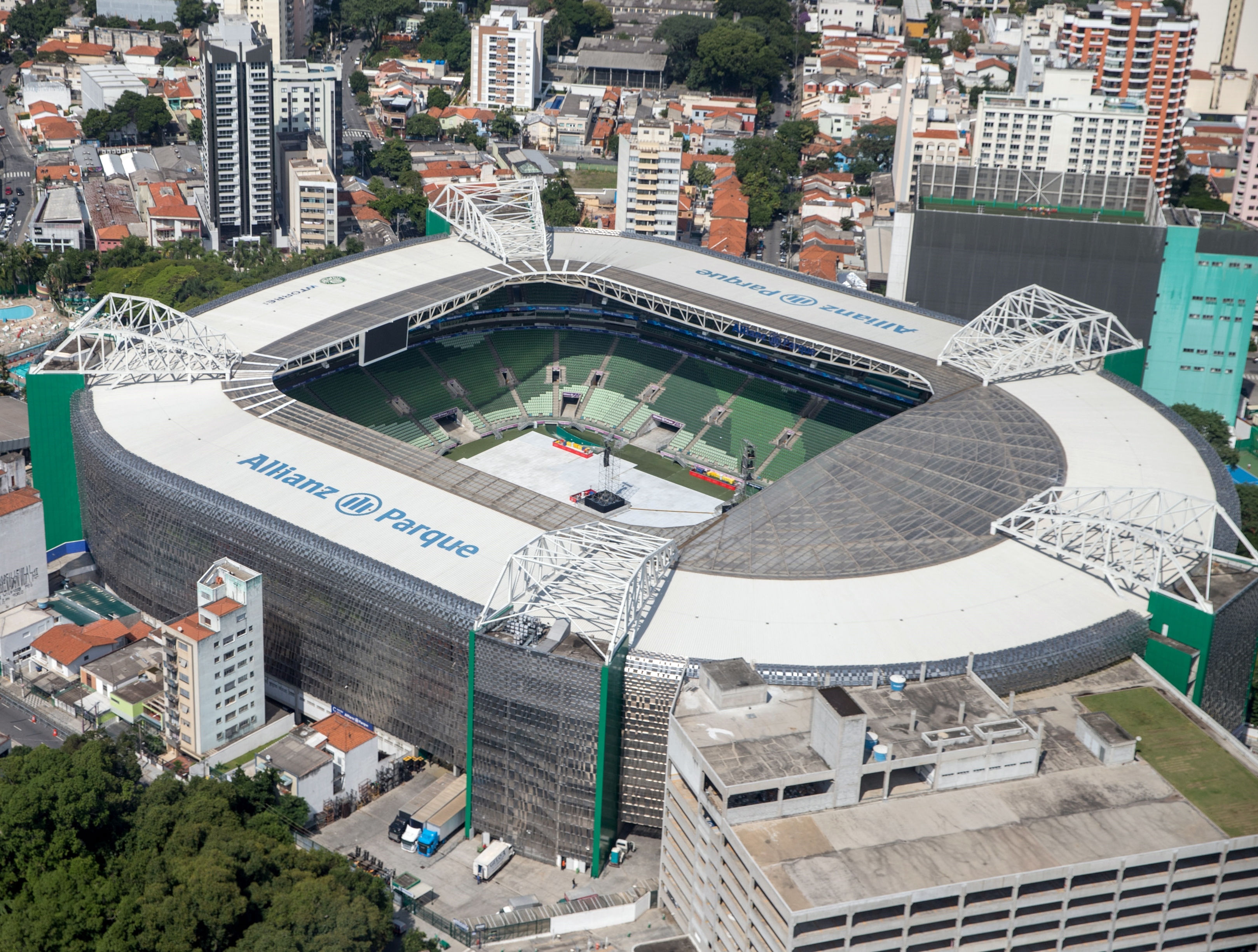
Vista aérea do Allianz Parque em 2019

O Estádio Palestra Italia, também popularmente conhecido como Parque Antárctica, já foi palco de partidas com público superior a 40 mil pessoas no século XX, mas, pouco antes do início das reformas para transformação em uma arena, por razões de segurança, tinha capacidade para 27 650 pessoas. Foi inaugurado em 1902 pela Companhia Antarctica Paulista e adquirido pelo Palmeiras, então Palestra Italia, em 1920. Sempre foi o local onde o Palmeiras mandou regularmente a maioria dos seus jogos e já foi palco de inúmeras decisões importantes de competições de destaque, como a Copa Libertadores da América, a Copa Mercosul, a Copa do Brasil e o Campeonato Paulista, entre outros. No dia 9 de julho de 2010, um jogo amistoso entre Palmeiras e Boca Juniors, que contou com vitória por 2 a 0 da equipe argentina, marcou a despedida definitiva do Estádio Palestra Italia antes do início de uma profunda reforma que pretende transformar o espaço numa Arena multiúso, com entrega prevista para o ano de 2013, um ano antes do centenário do clube e também da realização da Copa do Mundo de 2014, no Brasil. Meses antes do amistoso, no dia 22 de maio, na vitória do Palmeiras por 4 a 2 sobre o Grêmio, o estádio recebeu a última partida oficial do alviverde.
Durantes as reformas para transformação do estádio em arena, o alviverde mandou boa parte dos seus jogos em outros estádios, como o Estádio do Pacaembu, o Estádio do Canindé e a Arena Barueri. A nova arena, o Allianz Parque, foi inaugurada em novembro de 2014, ano no qual o alviverde completou 100 anos. O primeiro jogo oficial foi realizado no dia 19 de novembro, entre Palmeiras e Sport, pelo Campeonato Brasileiro de 2014. O alviverde foi derrotado por 2 a 0. A partida também entrou para a história do futebol paulista ao atingir marcas expressivas relacionadas à renda do jogo. Além do maior volume de dinheiro arrecadado pelo Palmeiras em toda sua história, o evento teve a maior arrecadação de todos os tempos entre os jogos dos grandes times de São Paulo realizados na capital paulista. Com o público de 35 939 pessoas, o alviverde obteve renda bruta de R$ 4 915 885,00 e receita líquida de R$ 3 623 234,67.
O Allianz Parque tem 43 713 lugares cobertos, sendo 25 395 cadeiras inferiores, 3 430 cadeiras intermediárias (camarotes) e 14 888 cadeiras superiores. Eventos múltiplos, como shows e concertos, podem receber até 55 mil espectadores. A transformação, que custou cerca de R$ 630 milhões, é fruto de um acordo assinado entre o Palmeiras e a empresa WTorre Arenas, do grupo WTorre. Após a entrega da Arena, a WTorre administrará o local durante 30 anos e o Palmeiras terá participação nas receitas neste período.
Os primeiros shows realizados na arena foram de Paul McCartney, que se apresentou nos dias 25 e 26 de novembro de 2014, em sua turnê Out There!. Além dos shows do ex-beatle, a arena já recebeu outros grandes nomes da música, como The Who, Rod Stewart, Elton John, James Taylor, Andrea Bocelli, Deep Purple, Iron Maiden, Guns N' Roses, Aerosmith, Coldplay, Muse, Maroon 5 e Justin Bieber, entre outros.

#### Centros de treinamento

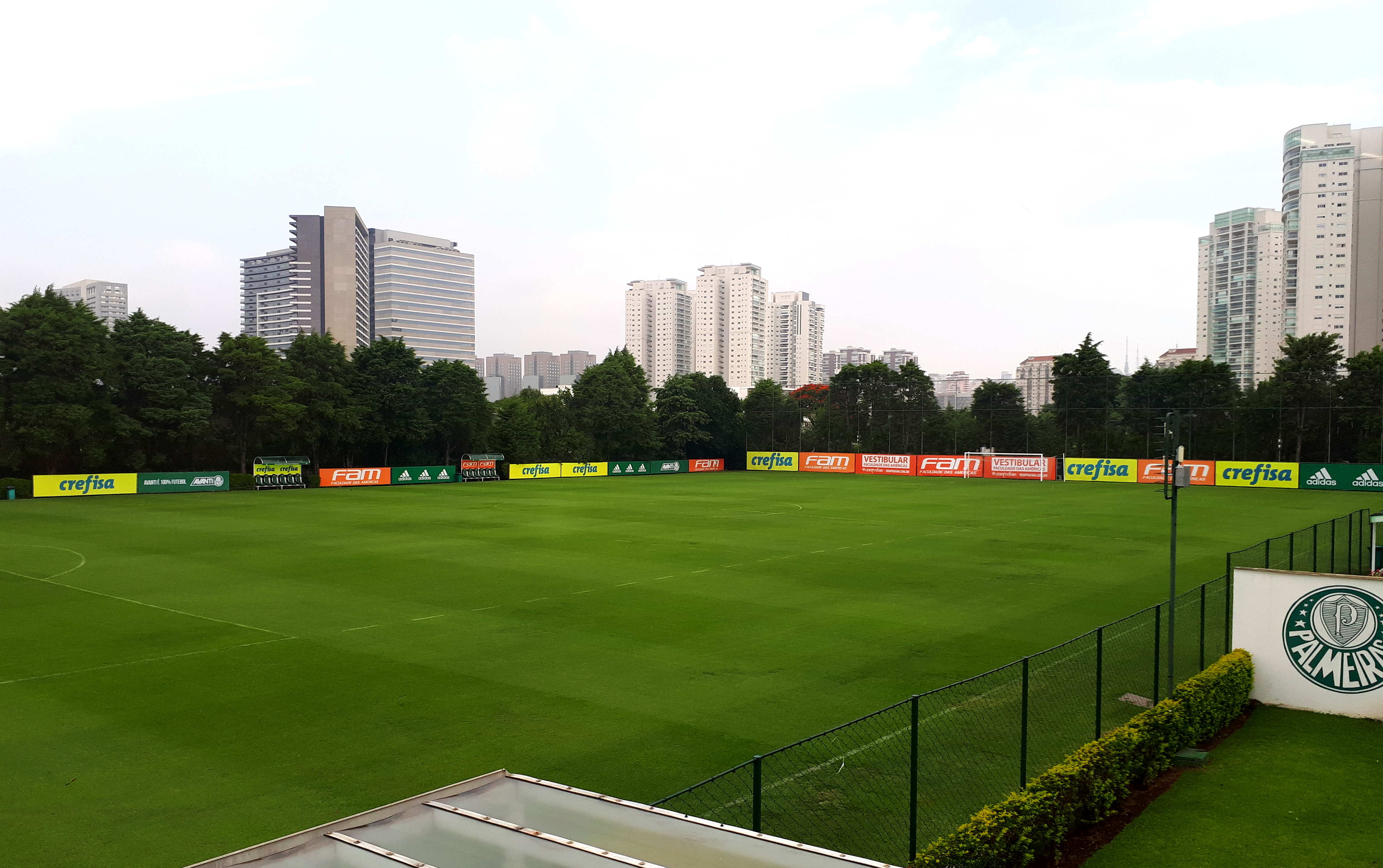
Academia de Futebol - Campo 1

- Centro de Treinamento 1: Academia de Futebol do Palmeiras 1 - Av. Marquês de São Vicente, 2650 A, Barra Funda, São Paulo-SP; Três campos oficiais de futebol, arquibancadas, vestiários, secretaria, alojamentos, ginásio coberto com duas quadras poliesportivas, estacionamento exclusivo, ampla sala de imprensa de dois andares, departamentos médico e de fisiologia, com instrumentos de última geração e com piscina para trabalhos regenerativos, auditório para palestras e preleções, refeitório, salão de jogos (com mesa de pôquer) e um mini-cinema.[86][87]
- Centro de treinamento 2: Academia de Futebol do Palmeiras 2 - Parque Ecológico do Tietê, Guarulhos, Grande São Paulo. Cinco campos de futebol com sistema de irrigação e drenagem, vestiários, uma secretaria geral, uma lanchonete.

#### Academia Store
Em junho de 2012, o Palmeiras fechou acordo com a empresa Meltex para o lançamento de uma rede de lojas oficiais do clube. O nome da nova rede de lojas do clube é Academia Store e o acordo é válido por seis temporadas.
A primeira loja desta parceira foi inaugurada em fevereiro de 2013 e teve o investimento de R$ 1 milhão, em local nobre na capital paulista, na Rua Augusta. O projeto do Palmeiras é ter mais de 100 lojas oficiais espalhadas pelo Brasil. A principal delas deverá ser na arena Allianz Parque e deverá ter 500 m².

## Símbolos

### Escudo
Desde os primeiros jogos disputados, a letra "P" sempre esteve presente nos escudos dos uniformes do Palmeiras. Em 1915, na primeira partida do então Palestra Italia, as letras “P” e “I”, em forma arcaica, nas cores brancas, ornavam o escudo que se situava no lado esquerdo do uniforme dos jogadores. Em 1916, para a disputa do Campeonato Paulista daquele ano, a diretoria do clube decidiu importar da Itália um jogo de camisas com o escudo da Cruz de Savóia. Em 1917, a Cruz de Savoia deu lugar às letras “P” e “I”, que eram abrigadas por um triângulo na cor verde.  Em 1918, o formato do distintivo passou a ser circular e com um fundo na cor branca, com as letras "P" em verde e "I" em vermelho.  Em 1938, mudou-se apenas a disposição das cores: fundo verde e as letras "P" na cor branca e "I" em vermelho.[carece de fontes?]
Em 1940, nova mudança somente nas cores: fundo verde e as letras "P" e "I" na cor vermelha. Em 1942, com a mudança do nome da equipe para Palmeiras, o vermelho e a letra “I” do escudo desapareceram, ficando apenas o verde e o branco, com a letra "P" no centro. Em 1959, o tradicional “P” diminuiu de tamanho e foram inseridas oito estrelas em volta do escudo, em referência ao mês de fundação do clube (agosto) e ao número de títulos paulistas conquistados pela equipe ainda como Palestra Italia. Elas foram acompanhadas do nome Palmeiras. Esta foi a última mudança relevante no distintivo alviverde, que permanece com o mesmo conceito até os dias de hoje.[carece de fontes?]
Em fevereiro de 2012, o Departamento de Marketing do clube decidiu promover pequenas modificações no escudo, com a finalidade de padronizá-lo nas diferentes publicações usadas pela mídia. A nova versão, trouxe letras arredondadas no nome do Palmeiras e alterações no escudo suíço (que fica no interior do símbolo), como a ampliação das linhas e leve modificação na tradicional letra "P".

### Mascotes

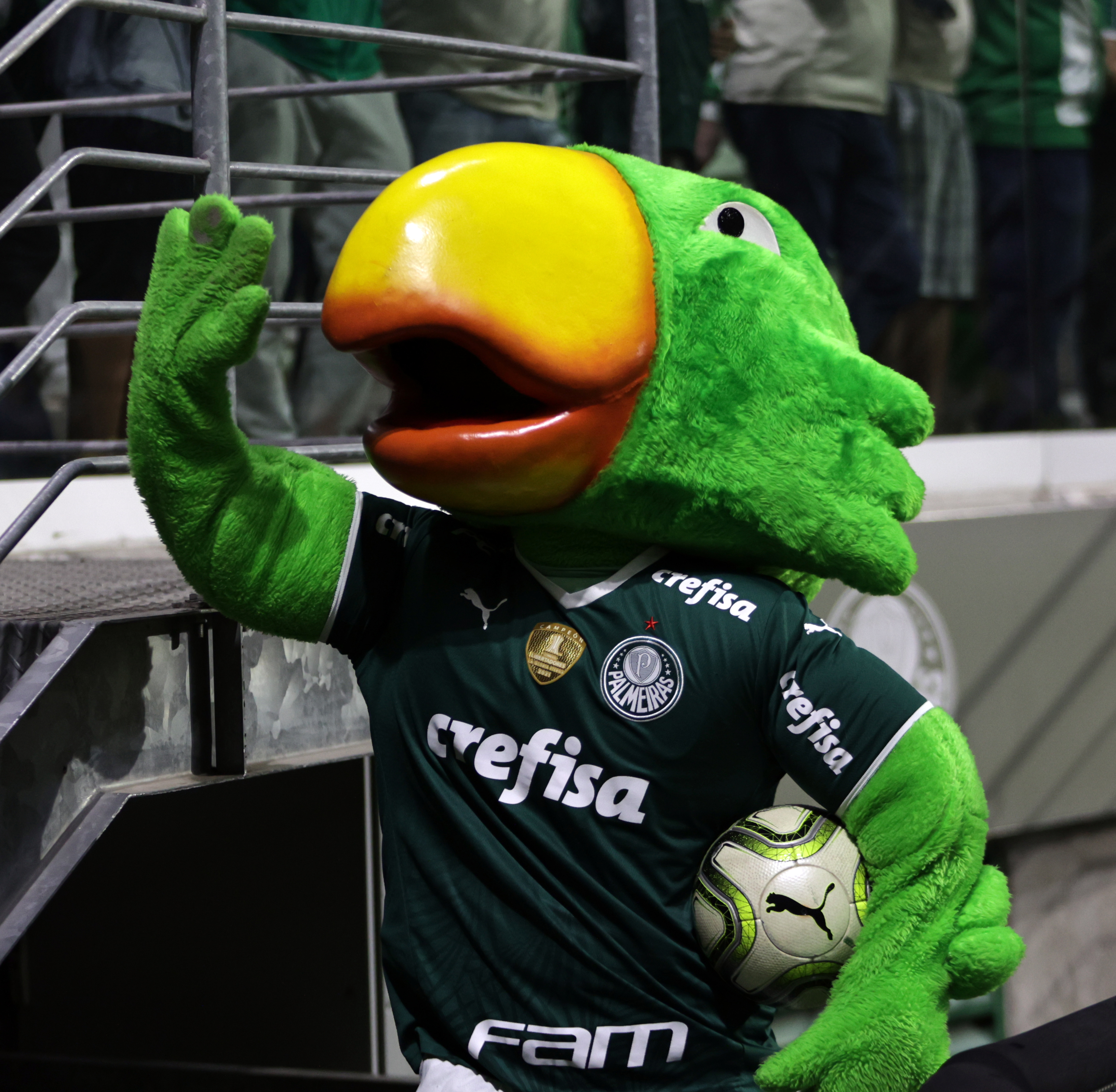
Periquito - mascote oficial do Palmeiras

Os mascotes oficiais são o periquito verde e o porco. De acordo com o site oficial, o periquito foi escolhido desde a fundação do time por causa da comum coloração verde, do periquito e do clube, e também, por esse passarinho existir em abundância onde o clube está localizado, no bairro da Pompeia. Uma curiosidade: o periquito, apesar de alguns confundirem, nada tem a ver com o personagem da Disney Zé Carioca, que é um papagaio. O palmeirense é bem mais antigo e foi desenhado em São Paulo.
O "porco" surgiu, na verdade, como provocação e gozação das torcidas adversárias, já que o termo era uma forma pejorativa, desde a Segunda Guerra Mundial, como a elite paulistana se referia aos italianos e descendentes que moravam em São Paulo. O termo pejorativo foi adotado em 1969 pela torcida do rival Corinthians. Dois jogadores do time alvinegro morreram em um acidente de carro naquele ano e o Corinthians precisava inscrever novos atletas no Campeonato Paulista. Pelo regulamento, a equipe precisava do aval unânime dos outros clubes participantes, mas dirigentes palmeirenses acabaram vetando a filiação dos adversários e ficaram com a fama de ser "espírito de porco". No clássico seguinte entre os dois times, torcedores rivais chegaram a soltar um porco em campo e começaram a chamar o alviverde com o termo pejorativo.

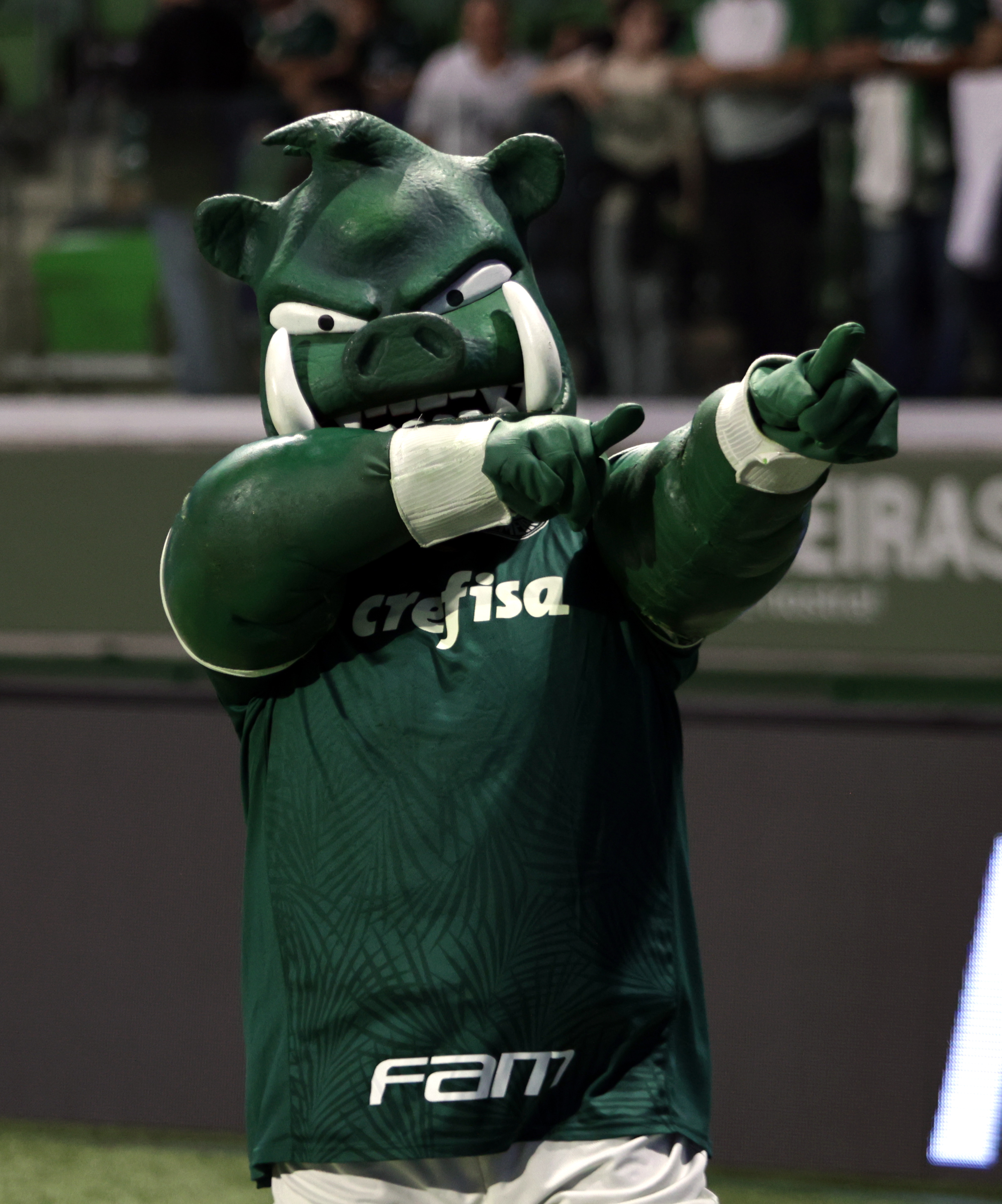
Porco Gobatto - mascote oficial do Palmeiras

Depois de se sentir ofendida por um bom tempo com o apelido, a torcida alviverde, numa estratégia elaborada por um dos diretores do clube, adotou o animal como mascote nos anos 1980 do século XX, eliminado a gozação dos rivais.
Em novembro de 2016, pouco antes da partida contra o Internacional pelo Campeonato Brasileiro do mesmo ano, o Palmeiras oficializou o porco como mascote do clube.  Com o nome de Gobatto, o mascote é uma referência a João Roberto Gobatto, diretor de marketing, que era favorável à adoção definitiva do apelido já na década de 80.

### Hino
O Hino da Sociedade Esportiva Palmeiras foi composto em 1949 por Antonio Sergi, maestro, regente, arranjador e professor do Conservatório Dramático e Musical de São Paulo, diretor artístico da rádio Cruzeiro do Sul e maestro da Orquestra Colúmbia.
Nascido na Itália em 6 de Junho de 1913, Antônio Sergi naturalizou-se brasileiro, e além de músico, era médico cardiologista formado pela Escola Paulista de Medicina.
Como sua paixão era a orquestração e a música erudita, nas poucas vezes em que elaborou as letras para as próprias composições, usou o pseudônimo de Gennaro Rodrigues.
No ano de 1997 o hino recebeu uma versão com a sonoridade atualizada para o final da década de 1990 do século XX, na voz de João Gordo, vocalista da banda de rock Ratos de Porão, no álbum "Os Hinos dos Grandes Clubes Brasileiros cantados por Feras do Rock e da MPB".
No ano de 2004 o hino recebeu uma nova versão para a primeira década do século XXI, desta vez nas vozes de Branco Mello (um dos vocalistas da banda Titãs), Wilson Simoninha e Iggor Cavalera (na época era vocalista da banda Sepultura), na edição de 2004 do álbum "Os Hinos dos Grandes Clubes Brasileiros cantados por Feras do Rock e da MPB".

### Uniformes

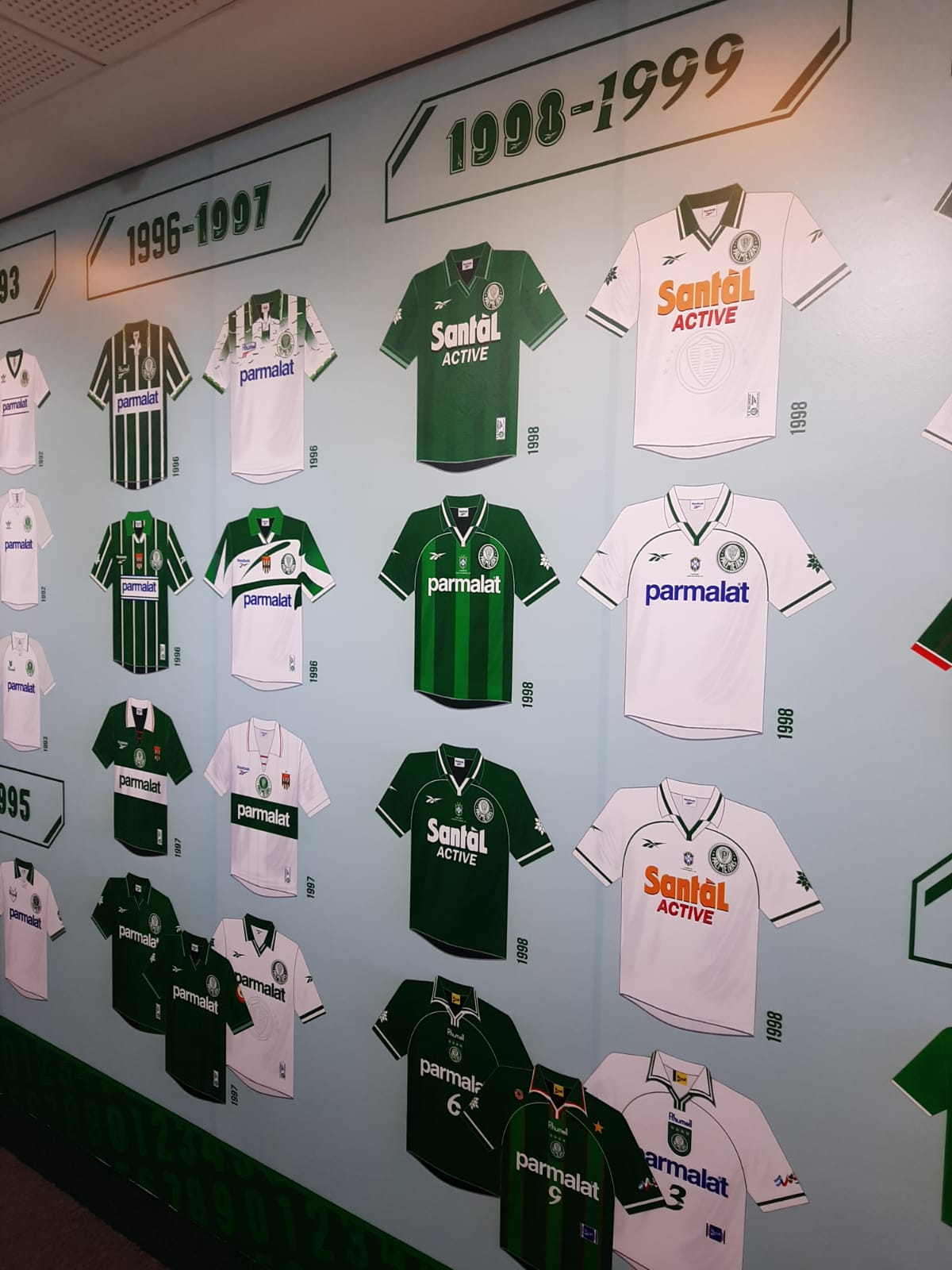
Camisas do Palmeiras expostas na Sala de Troféus do clube

Os uniformes da Sociedade Esportiva Palmeiras compreendem as vestimentas adotadas pelos futebolistas do time paulista desde a sua fundação, em 1914, quando a agremiação foi denominada Palestra Itália. Ao longo de sua história, os uniformes da equipe passaram por diversas modificações, mas as cores principais, o verde e o branco, sempre foram preservadas. O vermelho, presente desde sua fundação, foi excluído durante a Segunda Guerra Mundial, por pressão do governo nacional, na mesma reunião que formalizou a mudança de nome de Palestra Itália para Palmeiras, em 1942.

#### Patrocinadores
Atualmente, o Palmeiras conta com os seguintes patrocinadores no uniforme da equipe: Sportingbet, patrocínio máster e numeração das camisas e Sil Fios e Cabos Elétricos, das mangas. No fim de 2024, o Palmeiras fechou um contrato de três anos com a Sportingbet para o patrocínio máster do clube por R$ 100 milhões ao ano, durante três anos, podendo chegar a R$ 170 milhões. O acordo contempla o time masculino, o time feminino e as categorias de base, além dos naming rights da TV Palmeiras e do Palmeiras Cast.
Até 1976 não se tem registro exato sobre a utilização de fabricantes fixos dos materiais esportivos. Consta a utilização das marcas Athleta e Hering (que utilizava sua linha esportiva denominada HerinGol). A partir de 1977 a alemã Adidas estampou sua marca na camisa do Palmeiras (vale ressaltar que o Palmeiras foi o primeiro clube brasileiro a utilizar o logotipo do fabricante de material esportivo na camisa). Entre 1993 e 2005, outras três fabricantes firmaram contrato com o clube: a Rhumell, a Reebok e a Diadora. A partir de 2006, a Adidas retornou ao alviverde e em 2010, a fabricante renovou o contrato até 2014. Em 22 de março de 2018, o Palmeiras anunciou uma nova parceria com a Puma, que passa a valer a partir de janeiro de 2019. Em junho de 2021, Palmeiras e Puma anunciaram a renovação do contrato até o final de 2024; em julho de 2024, o contrato foi estendido até o final de 2028.

### Marca
De acordo com estudo de 2013 da empresa BDO RCS, que avalia as marcas dos maiores clubes de futebol do Brasil, a equipe paulistana tem a quarta marca mais valiosa no país, com valor de R$ 496,4 milhões. A mesma consultoria apontou o Palmeiras como o quarto do Brasil em termos de receitas, com arrecadação estimada em 148,3 milhões de reais em 2010. Um outro levantamento da BDO, divulgado em 2012, mostrou que o alviverde foi o clube que mais recebeu dinheiro (R$ 44,6 milhões) com patrocínio em 2011 no Brasil, à frente de todos os rivais.
Em nova pesquisa feita pela BDO Brazil em 31 de agosto de 2016, o Palmeiras pulou da 4ª para a 3ª posição, tendo um valor de R$ 1,021 bilhões, atrás de Corinthians e Flamengo (R$ 1,422 e R$ 1,493 bilhões, respectivamente). O clube apresentou o maior crescimento em valor absoluto entre os 34 clubes analisados: R$ 370,6 milhões. Além disso, o Palmeiras foi o que mais cresceu percentualmente em 2016 – 56%.

## Títulos

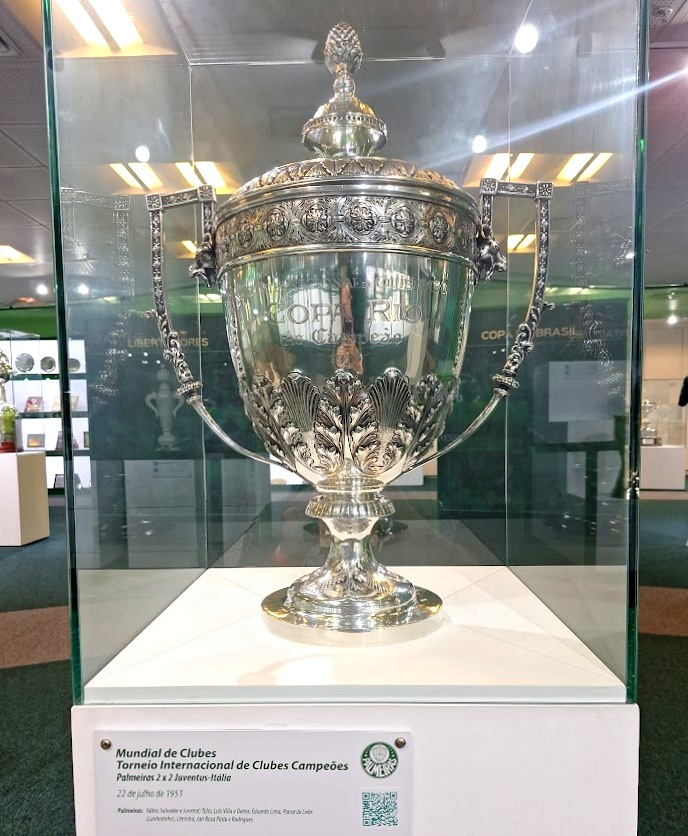
O Torneio Internacional de Clubes Campeões de 1951, nome oficial pela CBD, que era para ser bianual como o projetado para a Copa do Mundo (1949 e 1951) ou quadrienal de acordo com o seu regulamento, ofereceu duas taças. O vencedor recebeu a "Taça Cidade do Rio de Janeiro" oferecida pela prefeitura do Distrito Federal do Brasil (1891–1960) e o segundo colocado a "Taça Confederação Brasileira de Desportos".

Lista de conquistas do Palmeiras de competições nacionais e internacionais de futebol organizadas ou reconhecidas pelas entidades internacionais oficiais do futebol. A lista traz os maiores títulos alviverdes, como os nacionais e estaduais oficializados pela CBF e pela FPF e os internacionais, como a Copa Libertadores da América (da CONMEBOL) e a Copa Rio (Internacional), tratada em sua época como o título de campeão mundial de clubes por toda a imprensa brasileira e como o primeiro torneio de abrangência mundial com equipes europeias e sul-americanas, organizada com apoio do dirigente da FIFA Ottorino Barassi e posteriormente reconhecida pela FIFA em 2014 "o torneio de 1951 entre clubes europeus e sul-americanos, vencido pelo Palmeiras, como a primeira competição mundial de clubes", sem, no entanto, ser considerado um mundial oficial da entidade máxima do futebol internacional. Em 2021, na reportagem da FIFA sobre a final da Libertadores no Maracanã entre Palmeiras e Santos, depois de 70 anos do título palmeirense nesse mesmo estádio, a entidade contabilizou os então 10/8 títulos brasileiros de ambos, as duas Copas Intercontinentais do Santos (sem fazer menção ao status de mundial da competição) e a Copa Rio de 1951 do Palmeiras, que a entidade tratou como o "primeiro torneio intercontinental de clubes". Na mesma matéria, a FIFA também divulgou a postagem de 2016 do seu Instagram oficial - Copa do Mundo FIFA - onde a entidade designou o Palmeiras como o "primeiro campeão intercontinental mundial de clubes". Após o bicampeonato continental, a AFC citou que apesar de fazer a sua estreia no mundial da FIFA, o Palmeiras já disputou uma Copa Intercontinental em 1999 e venceu o primeiro torneio intercontinental de clubes na Copa Rio em 1951. Já a FIFA, divulgou uma matéria em seu site oficial da Copa do Mundo de Clubes apresentando uma parte da história do clube paulista, onde cita a Copa Rio de 1951 como o sonhado campeonato mundial discutido por anos por alguns dos maiores líderes do futebol — Jules Rimet (o então presidente da FIFA), Ottorino Barassi e Stanley Rous entre eles — que, por fim, foi realizado em 1951, e repostou pela segunda vez a matéria de 2016 com o termo mundial. O ex-jogador Cafu que faz parte do comitê stakeholders da FIFA (que projetou desde 2016 o novo mundial de clubes com o Conselho da FIFA) declarou que nos arquivos da entidade é documentado o reconhecimento do mundial de 1951. Em 2025, Cafu participou de reportagem da entidade sobre a primeira Copa do Mundo para clubes, "onde os primeiros verdadeiros campeões mundiais de clubes da FIFA serão coroados". Seguindo a tradição histórica das competições de seleções da FIFA:
| “                                                                 | Os primeiros campeões mundiais de clubes oficiais da FIFA, a serem coroados nos Estados Unidos, no domingo (13/07/2025), ganharão o direito de usar um escudo exclusivo dos Campeões Mundiais da FIFA em seu uniforme durante toda a duração de seu reinado. | ” |
| — Gianni Infantino, presidente da FIFA, site oficial da entidade, | |   |

| CONTINENTAIS   | CONTINENTAIS                    | CONTINENTAIS | CONTINENTAIS |
|                | Competição                      | Títulos      | Temporadas |
| -------------- | ------------------------------- | ------------ | --- |
|                | Copa Libertadores da América    | 3            | 1999, 2020 e 2021 |
|                | Copa Mercosul                   | 1            | 1998 |
|                | Recopa Sul-Americana            | 1            | 2022 |
| INTERNACIONAIS |                                 |              | |
|                | Competição                      | Títulos      | Temporadas |
|                | Copa Rio Internacional          | 1            | 1951 |
| NACIONAIS      |                                 |              | |
|                | Competição                      | Títulos      | Temporadas |
|                | Campeonato Brasileiro           | 12           | 1960, 1967(1), 1967(2), 1969, 1972, 1973, 1993, 1994, 2016, 2018, 2022 e 2023                                                                               |
|                | Copa do Brasil                  | 4            | 1998, 2012, 2015 e 2020 |
|                | Supercopa Rei                   | 1            | 2023 |
|                | Copa dos Campeões               | 1            | 2000 |
|                | Campeonato Brasileiro - Série B | 2            | 2003 e 2013 |
| INTERESTADUAIS |                                 |              | |
|                | Competição                      | Títulos      | Temporadas |
|                | Torneio Rio-São Paulo           | 5            | 1933, 1951, 1965, 1993 e 2000 |
| ESTADUAIS      |                                 |              | |
|                | Competição                      | Títulos      | Temporadas |
|                | Campeonato Paulista             | 26           | 1920, 1926, 1927, 1932, 1933, 1934, 1936, 1940, 1942, 1944, 1947, 1950, 1959, 1963, 1966, 1972, 1974, 1976, 1993, 1994, 1996, 2008, 2020, 2022, 2023 e 2024 |
|                | Campeonato Paulista Extra       | 2            | 1926 e 1938 |

 Campeão Invicto
| TOTAL | TOTAL            | TOTAL   | TOTAL                                                                          |
|       | Competição       | Títulos | Descrição                                                                      |
|       | Títulos Oficiais | 59      | 5 Continentais, 1 Internacional, 20 Nacionais, 5 Interestaduais e 28 Estaduais |
| ----- | ---------------- | ------- | ------------------------------------------------------------------------------ |

| HONRARIAS | HONRARIAS                                                                      | HONRARIAS | HONRARIAS |
|           | Competição                                                                     | Títulos   | Temporadas |
| --------- | ------------------------------------------------------------------------------ | --------- | --- |
|           | Campeão do Século XX                                                           | 1         | 1914—2000 |
|           | Campeão do Ano Santo                                                           | 1         | 1950 |
|           | Campeão das Cinco Coroas                                                       | 2         | 1950 e 1951 |
|           | Troféu Fita Azul                                                               | 3         | 1962, 1972 e 1994                                                                                                |
|           | Tríplice coroa                                                                 | 6         | 1951, 1972, 1993, 2020, 2022 e 2023                                                                              |
|           | Líder do Ranking Mundial Anual IFFHS                                           | 1         | 2021 |
|           | Líder do Ranking Mundial Mensal da IFFHS                                       | 1         | 1999 |
|           | 3º Melhor Clube Brasileiro e o 10º Melhor Clube da América do Sul do Século XX | 1         | Condecoração outorgada em 2009, pela IFFHS, abrange o período de 1° de janeiro de 1901 a 31 de dezembro de 2000. |

#### Troféus

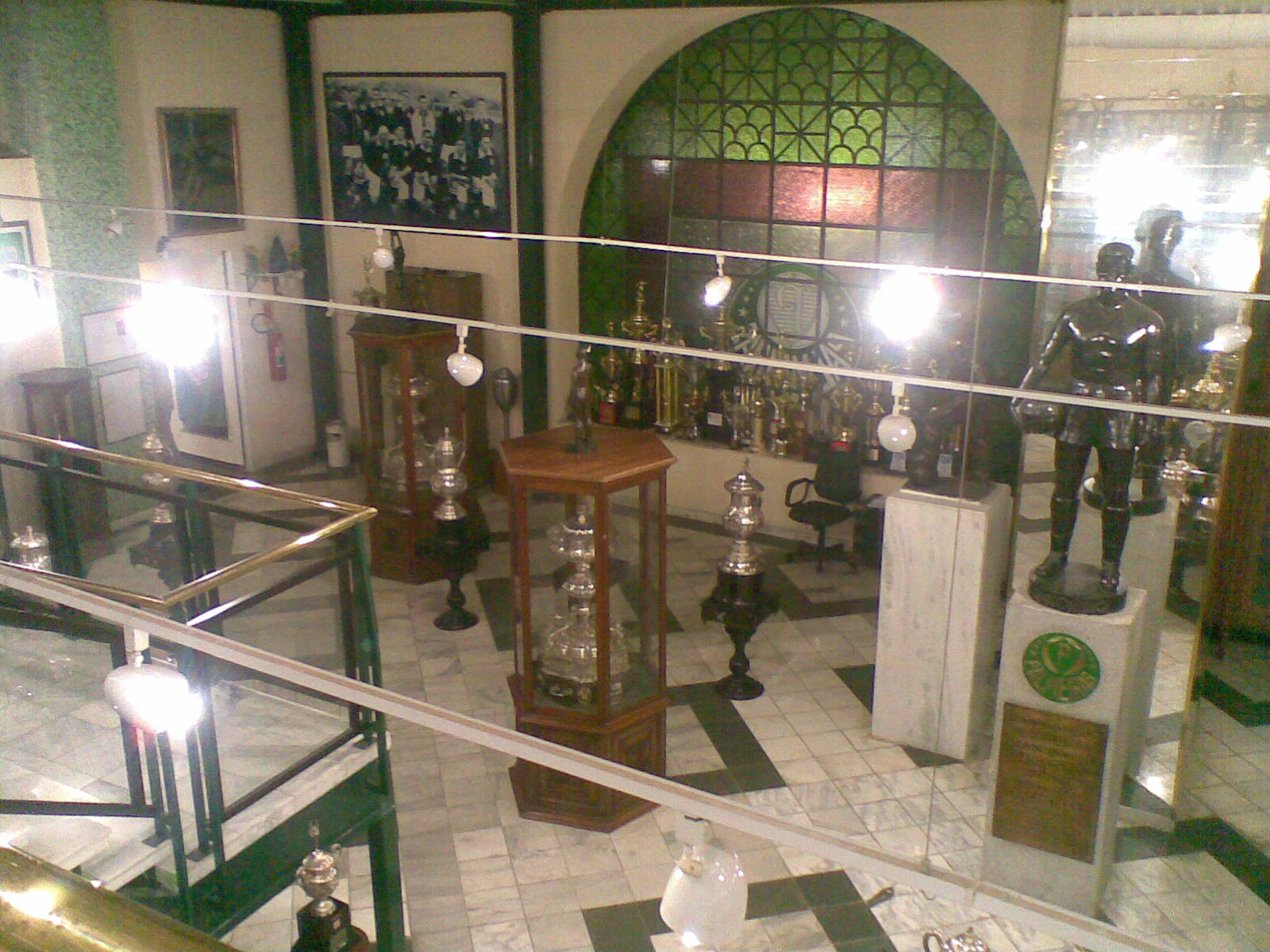
Antiga Sala de Troféus do Palmeiras, em 2009

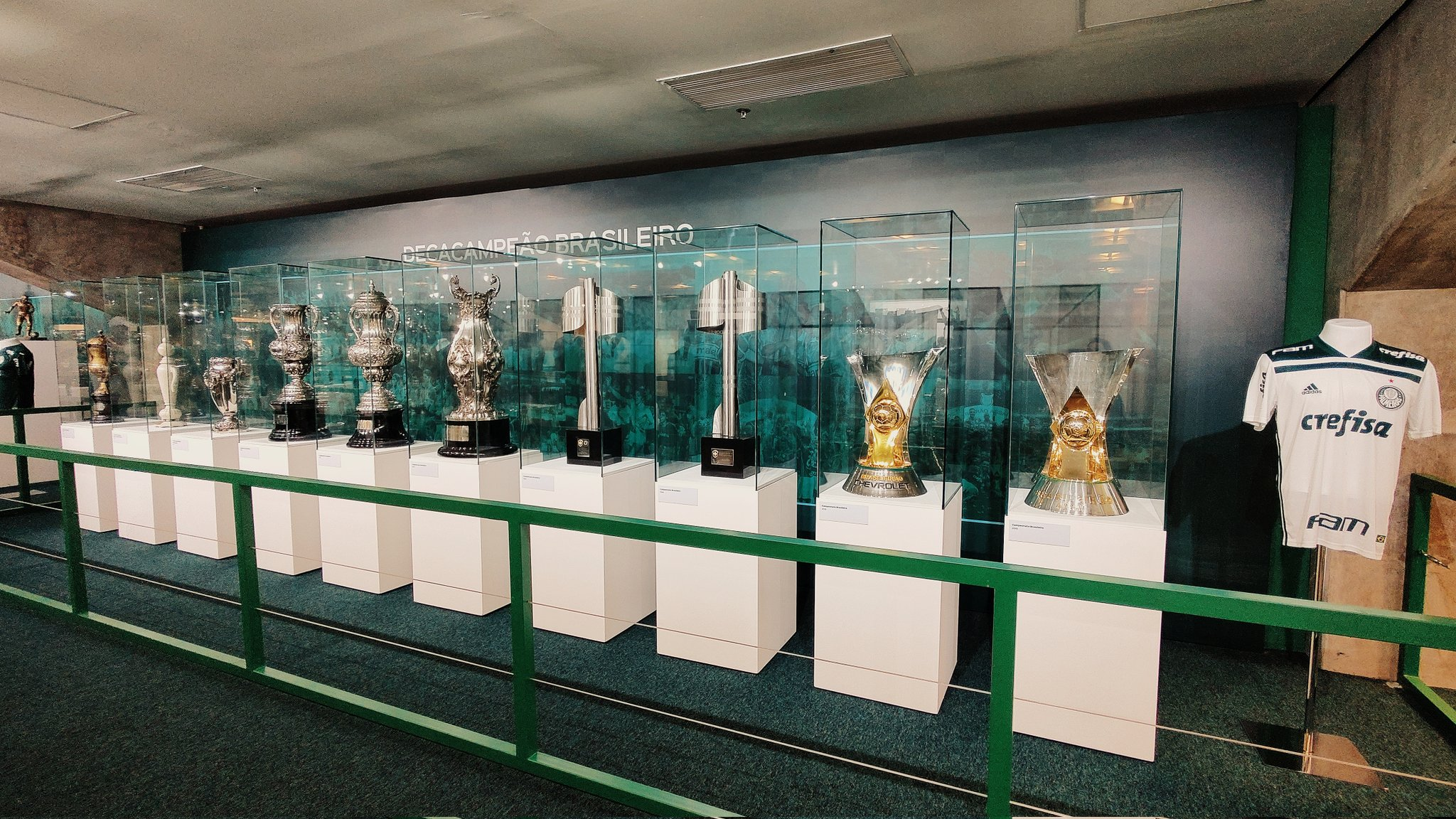
Nova Sala de Troféus do Palmeiras inaugurada em 2021

A Sala de Troféus é um espaço que reúne 5 mil taças conquistadas pela equipe de futebol e outras modalidades esportivas do Palmeiras, durante os mais de 100 anos de existência do clube. Além disso conta com o piano utilizado pelo maestro Antônio Sergi para compor o hino do Palmeiras, obras de arte e monumentos que prestam homenagem à história do clube, especialmente no futebol. No ano de 1990, após ser eliminado do Campeonato Paulista, os torcedores destruíram a sala de troféus para protestar pela eliminação diante da Ferroviária. Em 2005, o espaço foi ampliado, com a construção de dois mezaninos e dois vitrais externos. No local, também eram realizadas exposições específicas sobre personagens da história alviverde ou conquistas do clube.
Em agosto de 2010 a sala foi desativada em função das reformas no antigo Estádio Palestra Italia, sendo que inicialmente todas as taças foram encaixotadas e levas a um prédio em Pinheiros. Porém esse não foi o destino final e os troféus foram levadas para outro local na zona norte de São Paulo, que foi mantido em sigilo pelos próximos anos.
Apenas em junho de 2021 foi divulgado informações sobre a nova Sala de Troféus do Palmeiras, planejada para ser construída dentro do estádio Allianz Parque. Está foi a primeira etapa de um projeto realizado em parceria com a WTorre, que envolve a construção de um futuro memorial do clube. A atual sala de troféus foi reinaugurada no aniversário de 107 anos do clube, no dia 26 de agosto de 2021. Em uma área de 2 200 metros quadrados, ela está localizada no Allianz Parque com vista para a rua Palestra Italia e o jardim do clube, onde estão os bustos de grandes ídolos palmeirenses. O espaço reúne mais de 4 500 taças e estará aberto à torcida a partir do final de setembro de 2021.

## Estatísticas

### Participações
|  | Participações em 2025 |

| Competição           | Competição                   | Temporadas       | Melhor campanha             | Estreia | Última | P | R |
| São Paulo            | Campeonato Paulista          | 109              | Campeão (26 vezes)          | 1916    | 2025   |   | – |
| São Paulo            | Campeonato Paulista Extra    | 2                | Campeão (2 vezes)           | 1926    | 1938   |   |   |
| São Paulo            | Supercampeonato Paulista     | 1                | Semifinal (2002)            | 2002    | 2002   |   |   |
| Brasil               | Campeonato Brasileiro        | 62               | Campeão (12 vezes)          | 1960    | 2025   |   | 2 |
| Brasil               | Série B/Taça de Prata        | 4                | Campeão (2003 e 2013)       | 1981    | 2013   | 3 | – |
| Brasil               | Copa do Brasil               | 30               | Campeão (4 vezes)           | 1992    | 2025   |   |   |
| Brasil               | Copa dos Campeões            | 2                | Campeão (2000)              | 2000    | 2002   |   |   |
| Brasil               | Supercopa Rei                | 3                | Campeão (2023)              | 2021    | 2024   |   |   |
|                      | Copa Libertadores da América | 25               | Campeão (1999, 2020 e 2021) | 1961    | 2025   |   |   |
| Copa Sul-Americana   | 5                            | Semifinal (2010) | 2003                        | 2012    |        |   |   |
| Copa Mercosul        | 4                            | Campeão (1998)   | 1998                        | 2001    |        |   |   |
| Recopa Sul-Americana | 2                            | Campeão (2022)   | 2021                        | 2022    |        |   |   |
|                      | Mundial/Intercontinental     | 5                | Campeão (1951)              | 1951    | 2025   |   |   |

### Campanhas de destaque
| Sociedade Esportiva Palmeiras   | Sociedade Esportiva Palmeiras                                                     | Sociedade Esportiva Palmeiras    | Sociedade Esportiva Palmeiras          | Sociedade Esportiva Palmeiras                   |
| Torneio                         | Campeão                                                                           | Vice-campeão                     | Terceiro colocado                      | Quarto colocado                                 |
| ------------------------------- | --------------------------------------------------------------------------------- | -------------------------------- | -------------------------------------- | ----------------------------------------------- |
| Copa Rio Internacional          | 1 (1951)                                                                          | 0 (não possui)                   | 0 (não possui)                         | 0 (não possui)                                  |
| Copa do Mundo de Clubes da FIFA | 0 (não possui)                                                                    | 1 (2021)                         | 0 (não possui)                         | 1 (2020)                                        |
| Copa Intercontinental           | 0 (não possui)                                                                    | 1 (1999)                         | —                                      | —                                               |
| Copa Libertadores da América    | 3 (1999, 2020 e 2021)                                                             | 3 (1961, 1968 e 2000)            | 4 (1971, 2001, 2022 e 2023)            | 1 (2018)                                        |
| Copa Sul-Americana              | 0 (não possui)                                                                    | 0 (não possui)                   | 1 (2010)                               | 0 (não possui)                                  |
| Copa Mercosul                   | 1 (1998)                                                                          | 2 (1999, 2000)                   | 0 (não possui)                         | 0 (não possui)                                  |
| Recopa Sul-Americana            | 1 (2022)                                                                          | 1 (2021)                         | —                                      | —                                               |
| Campeonato Brasileiro           | 12 (1960, 1967(1), 1967(2), 1969, 1972, 1973, 1993, 1994, 2016, 2018, 2022, 2023) | 5 (1970, 1978, 1997, 2017, 2024) | 2 (2019, 2021)                         | 7 (1964, 1965, 1968(1), 1979, 2004, 2005, 2008) |
| Copa do Brasil                  | 4 (1998, 2012, 2015 e 2020)                                                       | 1 (1996)                         | 4 (1992, 1997, 1999, 2018)             | 0 (não possui)                                  |
| Copa dos Campeões               | 1 (2000)                                                                          | 0 (não possui)                   | 0 (não possui)                         | 1 (2002)                                        |
| Supercopa Rei                   | 1 (2023)                                                                          | 2 (2021 e 2024)                  | —                                      | —                                               |
| Campeonato Brasileiro – Série B | 2 (2003, 2013)                                                                    | 0 (não possui)                   | 0 (não possui)                         | 0 (não possui)                                  |
| X Torneio Rio-São Paulo         | 5 (1933, 1951, 1965, 1993, 2000)                                                  | 1 (1955)                         | 6 (1954, 1962, 1964, 1997, 1998, 2002) | 3 (1950, 1959, 1961)                            |
| Campeonato Paulista             | 26 vezes (Última em 2024)                                                         | 28 vezes (Última em 2025)        | 17 vezes (Última em 2019)              | 21 vezes (Última em 2016)                       |
| Campeonato Paulista Extra       | 2 (1926 e 1938)                                                                   | 0 (não possui)                   | 0 (não possui)                         | 0 (não possui)                                  |
| Supercampeonato Paulista        | 0 (não possui)                                                                    | 0 (não possui)                   | 0 (não possui)                         | 1 (2002)                                        |

### Ídolos

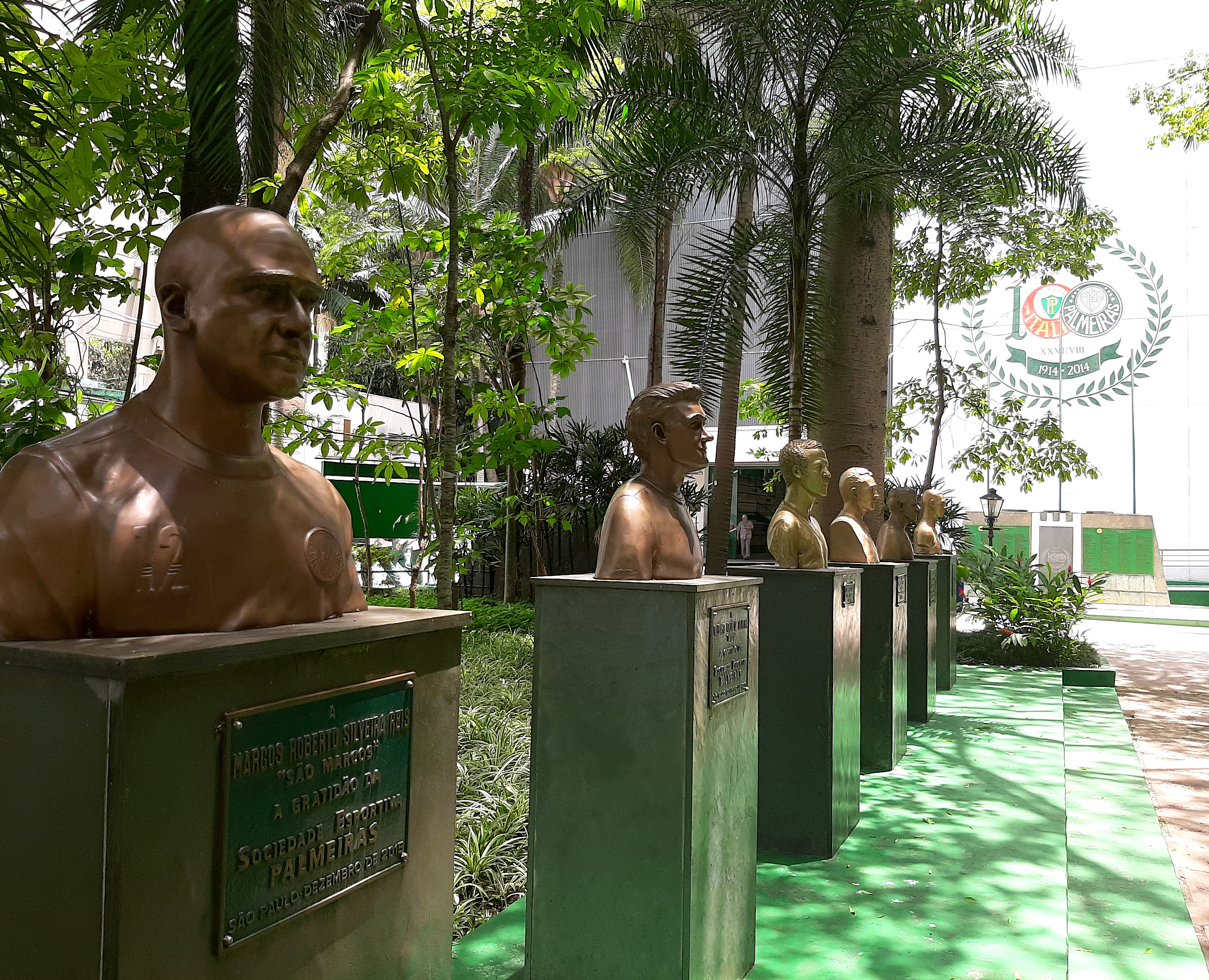
Ao todo são seis os jogadores homenageados com seus bustos imortalizados nas alamedas do clube social do Palmeiras

Ao longo de sua história, o Palmeiras sempre contou com jogadores e técnicos de grande expressão nacional, que contribuíram para as inúmeras conquistas da equipe no futebol do Brasil e do exterior. Além de Ademir da Guia, o maior ídolo da história alviverde, a equipe foi representada por outros nomes importantes que também passaram pela Seleção Brasileira, como Leão, Marcos, Djalma Santos, Luís Pereira, César Sampaio, Mazinho, Zinho, Heitor, Vavá, Mazzola, Luiz Felipe Scolari, Telê Santana, Vanderlei Luxemburgo, entre outros.
Alguns jogadores e técnicos que passaram pelo Palmeiras ficaram com a imagem atrelada a um determinado período do clube. Evair, por exemplo, foi o maior símbolo da equipe na histórica conquista do Campeonato Paulista de 1993, que encerrou o período mais longo do Palmeiras sem títulos. Jorginho Putinatti, Zetti, Vágner Bacharel, Edu Manga e Mirandinha, conseguiram virar ídolos da equipe em pleno período de jejum de conquistas. Dudu foi o lendário parceiro de Ademir nos tempos em que o Palmeiras foi chamado de "Academia de Futebol". Heitor, Ministrinho e Romeu Pellicciari foram grandes nomes da equipe na época do Palestra Italia.

## Rivalidades

### Derby Paulista

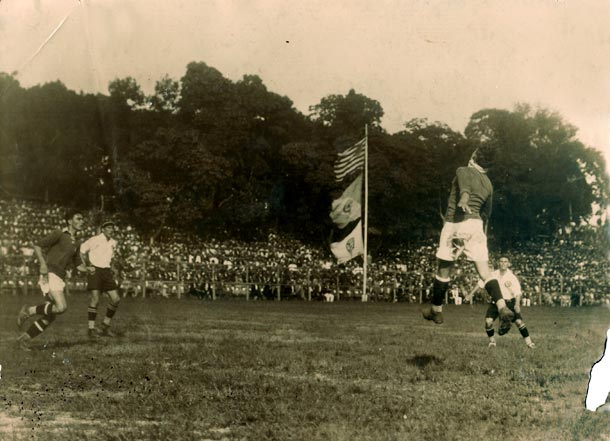
Partida entre Palestra Italia e Corinthians no estádio alviverde nos Anos 20

O maior rival do Palmeiras é o Corinthians, com o qual a partida que é disputada contra este é chamada de Derby Paulista. É, segundo a imprensa e torcedores, a maior rivalidade do futebol paulista, uma das maiores rivalidades do futebol brasileiro e até mesmo mundial. A partida inaugural desse confronto se deu em 1917, sendo que na ocasião o Palmeiras saiu vitorioso com um placar de 3 a 0.
Alguns confrontos serviriam para acirrar a rivalidade, tais como a histórica goleada de 8 a 0 aplicada pelo Palmeiras no Corinthians no Campeonato Paulista de 1933, a decisão do campeonato paulista de 1954, na qual o alvinegro empatou com o Palmeiras e levou o título que fazia parte das comemorações do quarto centenário da cidade de São Paulo, a decisão do Campeonato Paulista de 1974, quando o Palmeiras derrotou o alvinegro na final e impediu que o Corinthians saísse da fila após 20 anos, a final do Campeonato Paulista de 1993, quando o alviverde goleou o rival por 4 a 0 e encerrou um jejum de 16 anos sem títulos, as duas eliminações seguidas do Corinthians pelo Palmeiras na Libertadores (1999 e 2000), além da goleada por 5 a 1 aplicada pelo Corinthians em 1982, que seria devolvida impiedosamente pelo Palmeiras no Campeonato Paulista de 1986.
É dito que a rivalidade já se dava antes das duas equipes se enfrentarem pela primeira vez na história, já que à época estas eram as duas maiores torcidas no futebol. Nem o Paulistano, que monopolizava o futebol paulista tinha tamanho apelo popular. Por isso, havia intensas discussões entre os torcedores para se decidir quem era o melhor.

### Choque-Rei

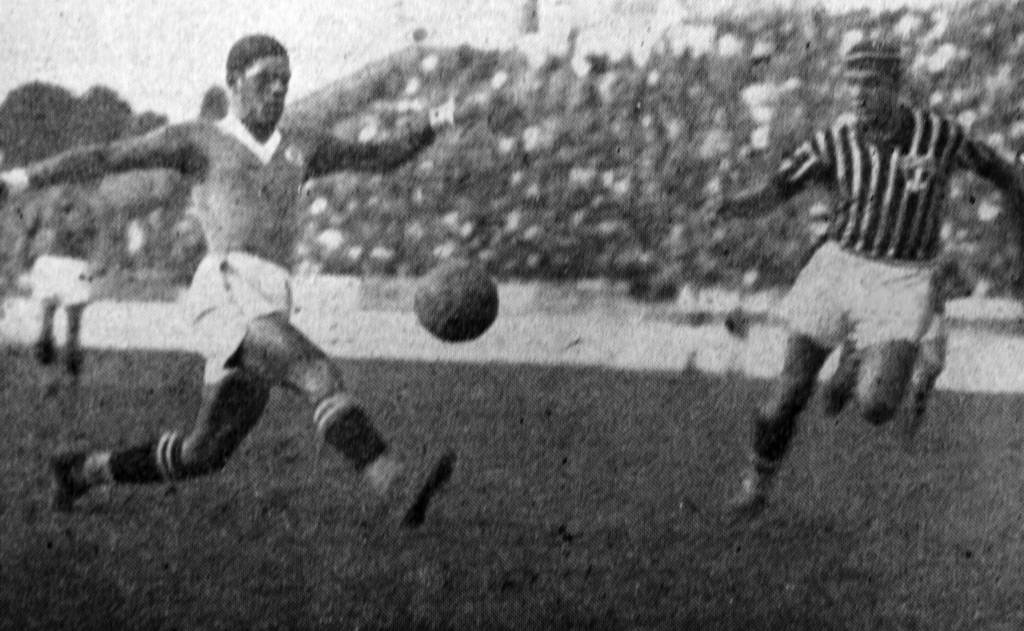
Partida entre Palestra Italia e no Campeonato Paulista de 1936

Além do Corinthians, o Palmeiras mantém uma grande rivalidade com o São Paulo, com quem disputa o clássico conhecido como Choque Rei. É considerada não apenas como uma rivalidade futebolística, mas também como "inimizade", que tem origens históricas no grande confronto social existente entre os italianos de São Paulo e os chamados "quatrocentões", membros da alta elite paulistana que fundariam o Club Athlético Paulistano e a Associação Atlética das Palmeiras, que unidos formariam a equipe tricolor paulista em 1930. Em função da Segunda Guerra Mundial, em 1942, membros e diretores do São Paulo Futebol Clube são acusados de estarem envolvidos na luta pela extinção e desapropriação de bens do Palestra Italia, no episódio que, com a mudança obrigatória do nome do Palestra para Palmeiras e com o título do Campeonato Paulista obtido sobre o próprio rival tricolor, foi chamado de Arrancada Heroica.

### Clássico da Saudade

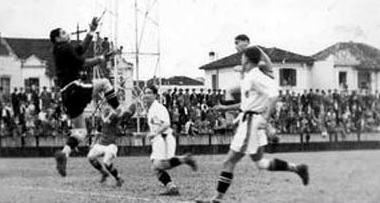
Partida entre Palestra Italia e Santos na Vila Belmiro em 1934

Outro rival regional bastante tradicional do Palmeiras é o Santos, com o qual o alviverde disputa o Clássico da Saudade. Entre o final dos Anos 1950 e durante todo o período dos Anos 1960, as equipes fizeram grandes jogos da história do futebol brasileiro, como as finais do Supercampeonato Paulista de 1959, disputadas em três jogos e que levaram o Palmeiras ao título histórico daquela competição. Nos anos seguintes, o duelo especial entre Ademir da Guia e Pelé garantia grandes jogos, que ratificaram a importância do clássico e a rivalidade entre palmeirenses e santistas. Em 2015 o Palmeiras sagrou-se campeão da Copa do Brasil de 2015 em uma final contra o Santos. O primeiro jogo, que foi realizado na Vila Belmiro, terminou 1 a 0 para o Santos. Já o segundo jogo, realizado no Allianz Parque, terminou com o placar de 2 a 1 para o Palmeiras, sendo que o título foi definido nos pênaltis, finalizando 4 a 3 para o Palmeiras. Essa foi a primeira vez que os dois times se enfrentaram em uma final de Copa do Brasil e o primeiro confronte em uma final entre times do estado de São Paulo. O clássico mais importante entre as duas equipes aconteceu em 2021, com o Palmeiras sangrando-se campeão da Copa Libertadores de 2020 ganhando de 1 a 0 em final única sobre o Santos no estádio do Maracanã.

## Torcida

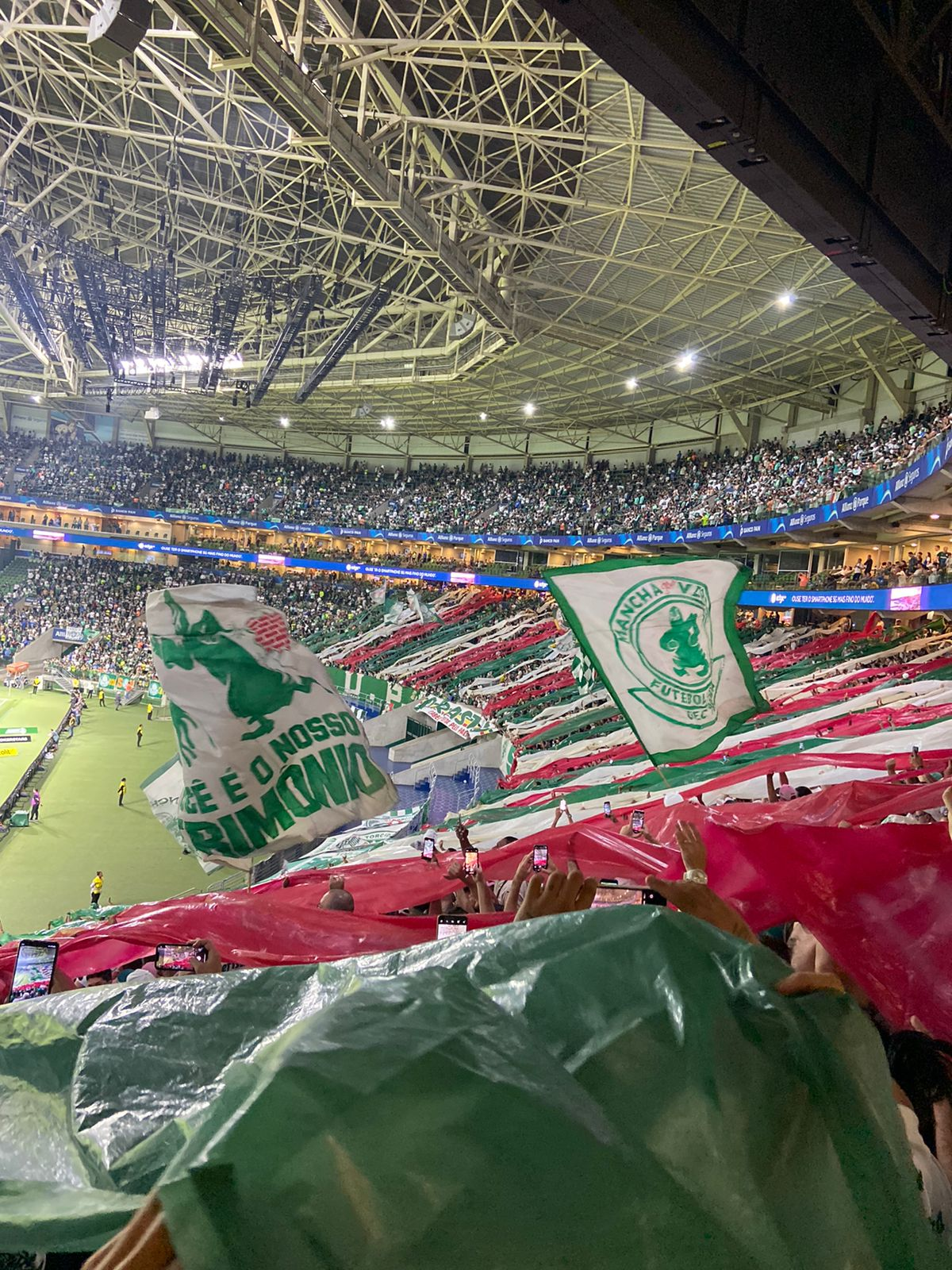
Torcida do Palmeiras no Allianz Parque em 2022

Pesquisas apresentadas ao público desde o início da Década de 1990 mostram que o Palmeiras e o São Paulo revezam-se entre a terceira e quarta posições, e ficam empatados tecnicamente, conforme a margem de erro. O Palmeiras aparece empatado tecnicamente com o São Paulo com número aproximado de 16 a 18 milhões (7% a 8%) de torcedores em todo o Brasil, de acordo com o Instituto Datafolha.
A Torcida Uniformizada do Palmeiras (TUP), fundada em 1970, é a agremiação organizada de torcedores palmeirenses mais antiga em atividade e a segunda maior em número de integrantes. Perde somente em tamanho e representatividade para a Mancha Alviverde, popularmente conhecida como Mancha Verde e fundada inicialmente em 1983. Outras torcidas organizadas do Palmeiras em atividade são a Pork's Alviverde, fundada em 1991, a Acadêmicos da Savoia, de 2004.

## Impacto sociocultural
A Sociedade Esportiva Palmeiras também tem importantes contribuições sociais e culturais para a cidade de São Paulo. As participações de destaque vão desde ajudas humanitárias em momentos críticos de saúde na capital paulista até pelo fato de ter sido um importante local para a difusão da cultura negra, com eventos que entraram para a história de São Paulo. Logo na sua primeira década de existência, o Palestra Itália transformou sua sede social, ainda na Rua Líbero Badaró, em hospital durante a pandemia da Gripe Espanhola. Na ocasião, foram instalados leitos no local para atender os doentes, num período no qual a cidade de São Paulo teve mais de 100 mil contaminados e cerca de 5 mil mortos. Cerca de um século depois, durante a pandemia da covid-19, o Palmeiras voltou a ser local decisivo no combate à doença, com o Allianz Parque sendo local de vacinação contra uma enfermidade que matou cerca de 700 mil pessoas em todo o Brasil.
Culturalmente, uma das contribuições mais importantes do clube alviverde foi ter sido, a partir dos Anos 1970, palco dos bailes da Chic Show, festas onde predominava a black music e que foram importantes não apenas para o surgimento de estilos musicais consolidados nas décadas seguintes, como o hip hop paulistano, o samba rock e o pagode na cidade, mas também para o fortalecimento do movimento negro em São Paulo. A partir de 1974, o criador da Chic Show, Luiz Alberto dos Santos, levou o evento ao ginásio do Palmeiras, que passou a receber ao longo do tempo grandes eventos ligados à música negra, alguns deles com mais de 20 mil pessoas. Jorge Ben Jor, Tim Maia, Gilberto Gil e Sandra de Sá foram alguns dos grandes nomes nacionais da música que se apresentaram nos eventos da Chic Show. Entre os destaques internacionais, o maior deles foi o cantor norte-americano James Brown, que se apresentou no Palmeiras em 1978.

### Expressões populares
O Palmeiras inspirou o termo "corneteiro" para torcedores excessivamente críticos, por causa dos funcionários da fábrica de instrumentos musicais A Corneta, que durante os intervalos de almoço iam para o Palestra Italia assistir aos treinos do time. Os palmeirenses que se sentam nas cadeiras numeradas são conhecidos como "Turma do Amendoim", apelido dado por Luiz Felipe Scolari, referindo-se ao petisco favorito desse setor que frequentemente o criticava e que também é o local frequentado por conselheiros do clube.
A expressão mais popular criada no Palmeiras já ultrapassou há tempos o ambiente do futebol e domina com frequência o noticiário político nacional. O termo "Acabar em pizza" vem sendo usado pela imprensa e pela população para explicar episódios políticos envolvendo irregularidades ou falcatruas que terminam sem punição. A origem da expressão, no entanto, tem ligação com um fato bem mais ameno, pois surgiu do ambiente de grande disputa política que sempre existiu no alviverde entre os conselheiros da situação e da oposição. Na década de 60, alguns conselheiros palmeirenses se reuniram para resolver problemas que haviam trazido uma crise ao clube. Após 14 horas de discussões, os dirigentes sentiram fome e resolveram ir à pizzaria Castelões. Depois de algumas rodadas de chope, várias garrafas de vinho e 18 pizzas gigantes, a paz voltou a reinar. O jornalista Milton Peruzzi, que trabalhava no jornal A Gazeta Esportiva e era setorista do alviverde, acompanhou todo o encontro e ditou a seguinte manchete no jornal do dia seguinte: “Crise do Palmeiras termina em pizza”.

### Homenagens

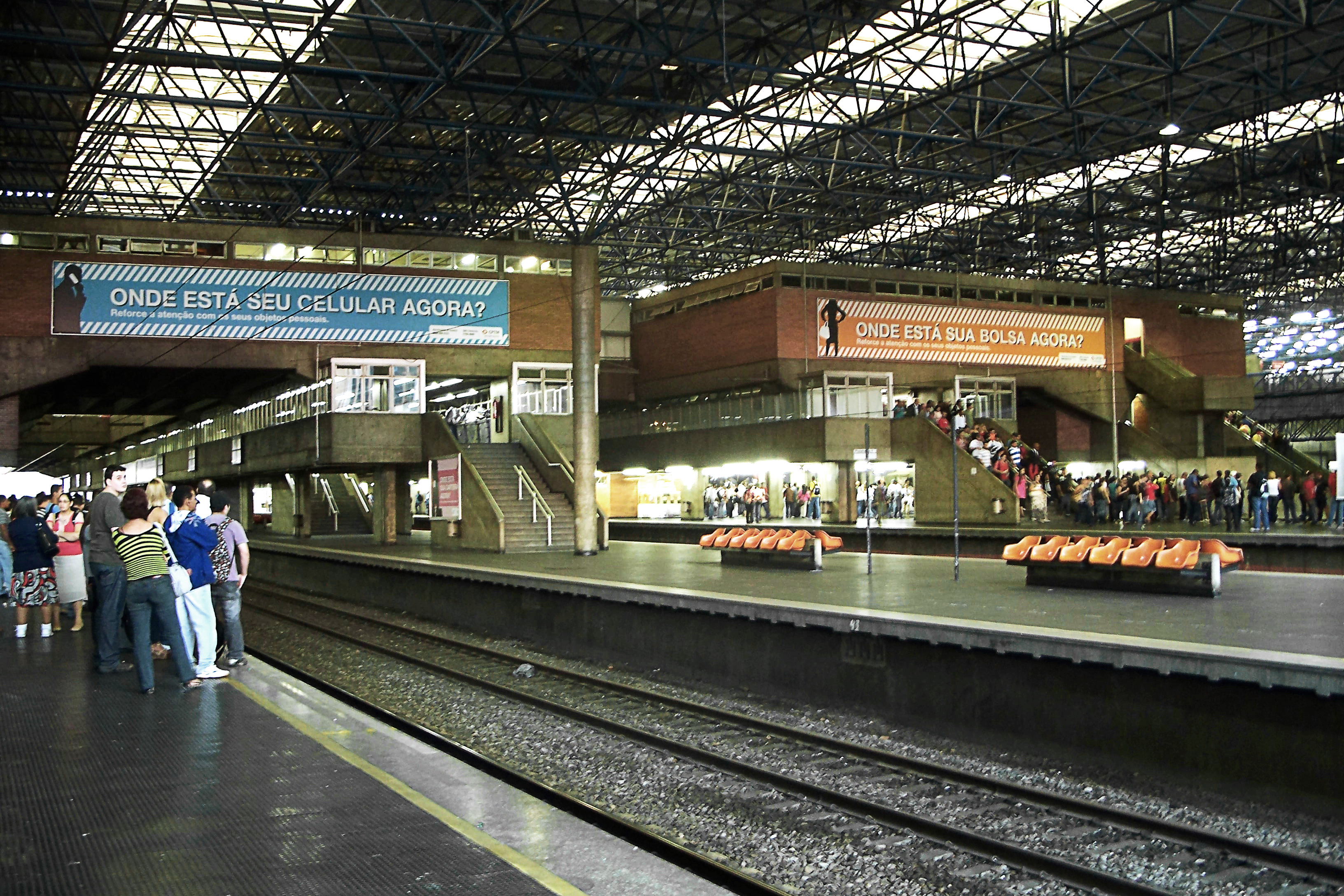
Terminal Intermodal Palmeiras-Barra Funda

Além da data do dia 20 de setembro, que é considerada o "Dia do Palmeiras", o clube alviverde foi homenageado de várias maneiras na cidade de São Paulo. Em 27 de abril de 2006, a estação Barra Funda do Metrô passou a se chamar Estação Palmeiras-Barra Funda.
Em 11 de fevereiro de 2015, a Câmara Municipal de São Paulo aprovou a legalidade de projeto de lei que alterou o nome da Rua Turiaçu para Rua Palestra Itália, em homenagem ao clube de futebol sediado no local. O projeto foi sancionado em 22 de abril de 2015. A mudança definitiva do nome foi realizada no dia 12 de junho de 2015, numa cerimônia que contou com a presença de Paulo Nobre, de vereadores e de personagens ligadas ao clube paulistano.
Outra homenagem relacionada ao Palmeiras foi o batismo de uma passarela nas proximidades da sede do clube em referência à Arrancada Heroica de 1942. A passarela fica sobre a Avenida Antártica e tem o nome de “Passarela Palmeiras – Arrancada Heroica 1942”.

## Elenco atual
Última atualização: 15 de agosto de 2025.

## Futebol Feminino

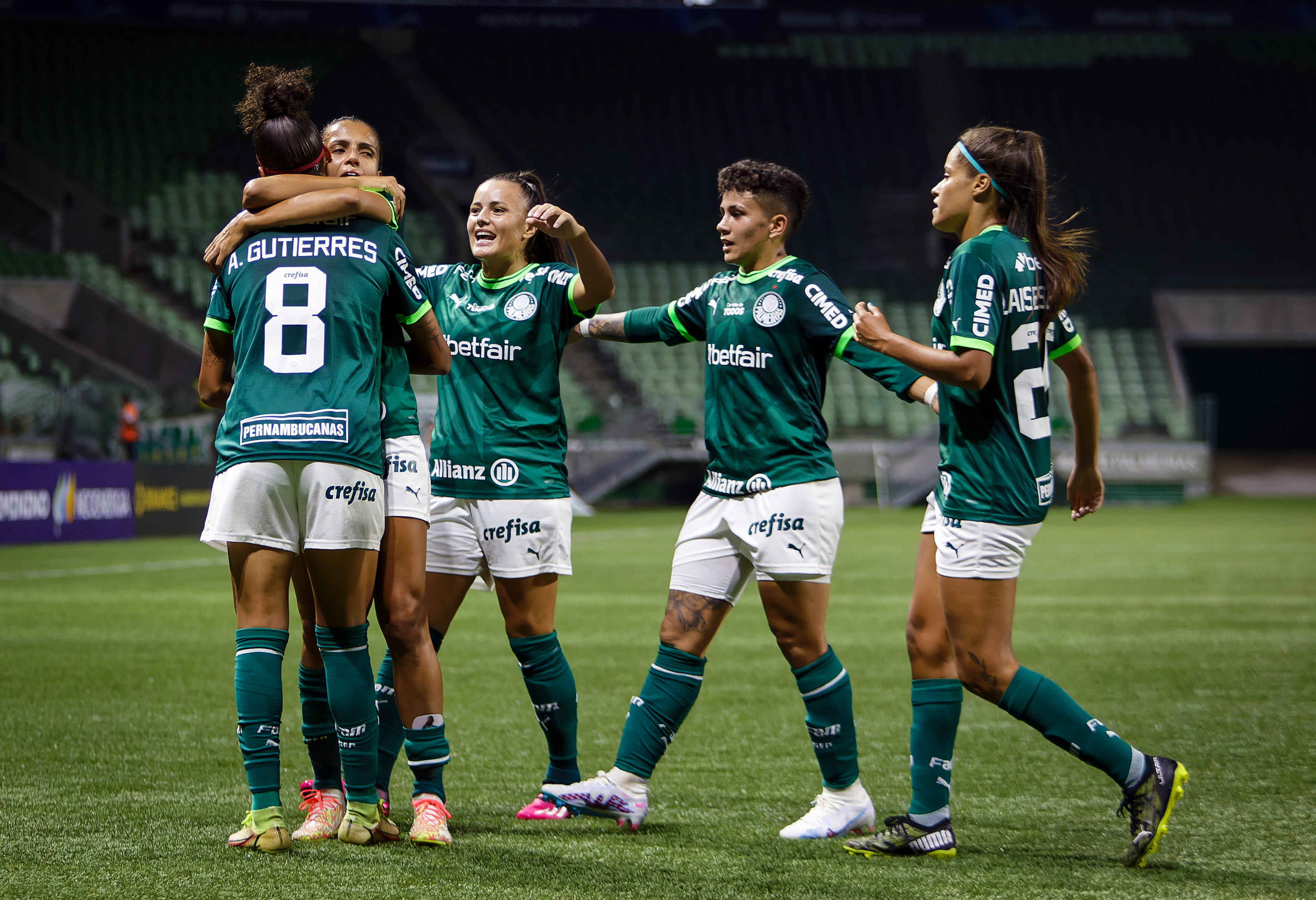
Jogadoras do Palmeiras durante jogo pelo Campeonato Brasileiro de 2023

A modalidade de futebol de campo feminino da Sociedade Esportiva Palmeiras foi implementada no ano de 1997 e reativada em 2019. O primeiro período de atividade, até 2012, contou com parcerias com prefeituras de diversas cidades paulistas, como São Bernardo do Campo (2005-2006), Salto (2008) e Bauru (2012). Em 2019, a Sociedade Esportiva Palmeiras reativou a sua equipe feminina e estabeleceu sede na cidade de Vinhedo, ao fechar uma parceria válida por um ano com a prefeitura da cidade. Nesse mesmo ano, a equipe obteve resultados expressivos, garantindo a classificação para a divisão principal no Campeonato Brasileiro, competição na qual foi vice-campeã em 2021.
Em outubro de  2022, o Palmeiras obteve sua maior conquista no futebol feminino. Na sua primeira participação na competição, foi campeão da Libertadores feminina de forma invicta. O título na competição entre as mulheres é inédito e foi conquistado com vitória por 4 a 1 sobre o Boca Juniors na final, Ary Borges, Byanca Brasil, Poliana e Bia Zaneratto fizeram os gols da equipe, Brisa Priori descontou para as argentinas.
Em dezembro do mesmo ano, a equipe alviverde levantou sua primeira taça de competição oficial no Allianz Parque. Comandadas pela meio-campista Bia Zaneratto, as jogadoras conquistaram o Campeonato Paulista de 2022, após vencer o Santos por 2 a 1 na finalíssima da competição.

### Basquete
Em 2012, o Palmeiras voltou a participar da principal divisão do basquete nacional e integrou pela primeira vez o NBB. O basquete alviverde apostou em sua primeira temporada de retorno na mescla entre jovens jogadores formados no clube e alguns experientes, três deles norte-americanos. Para o comando da equipe, foi contratado o técnico espanhol Arturo Álvarez.

### Futebol de salão

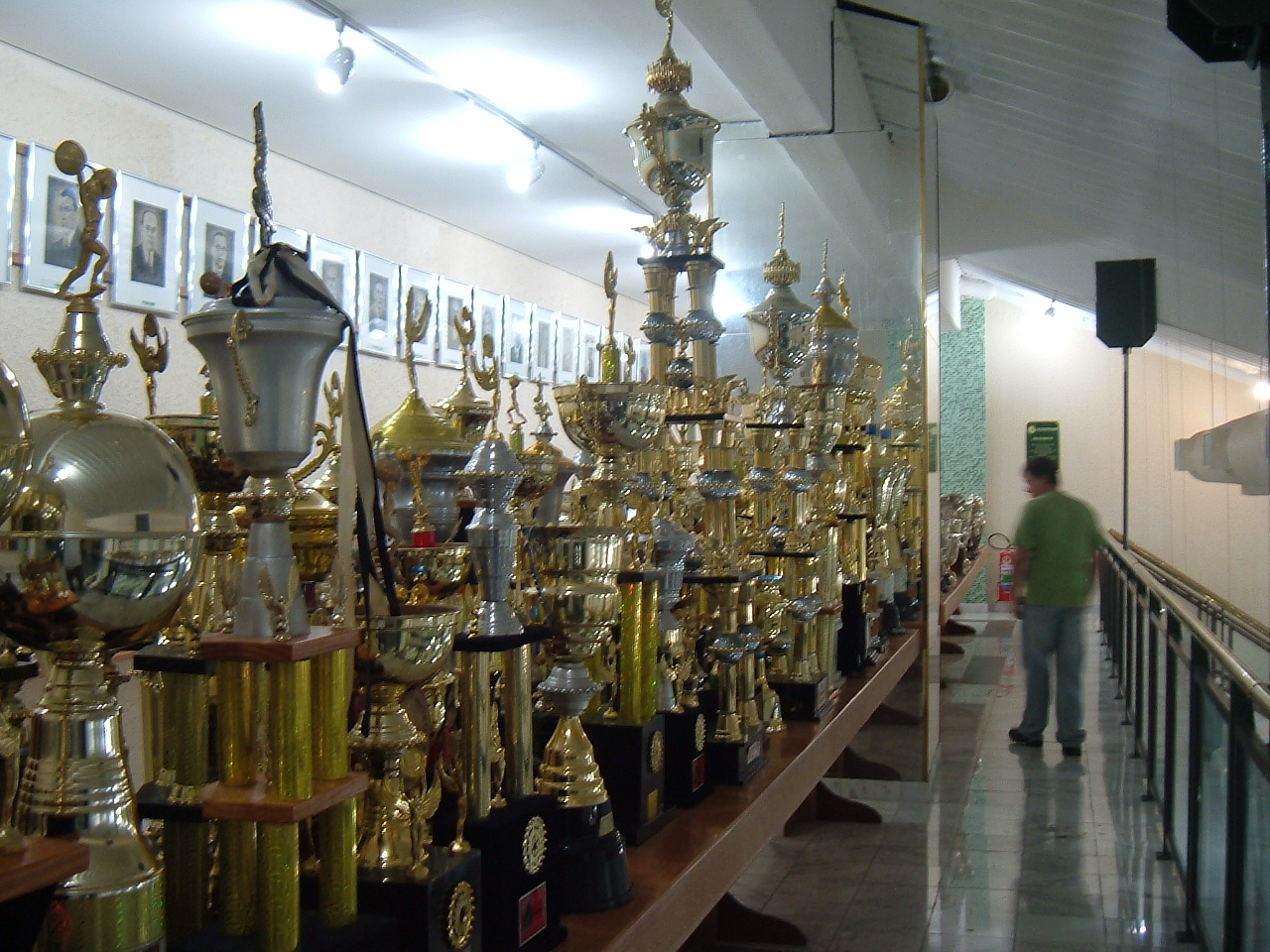
Antiga ala da Sala de Troféus do Palmeiras, em 2009, destinada às conquistas amadoras

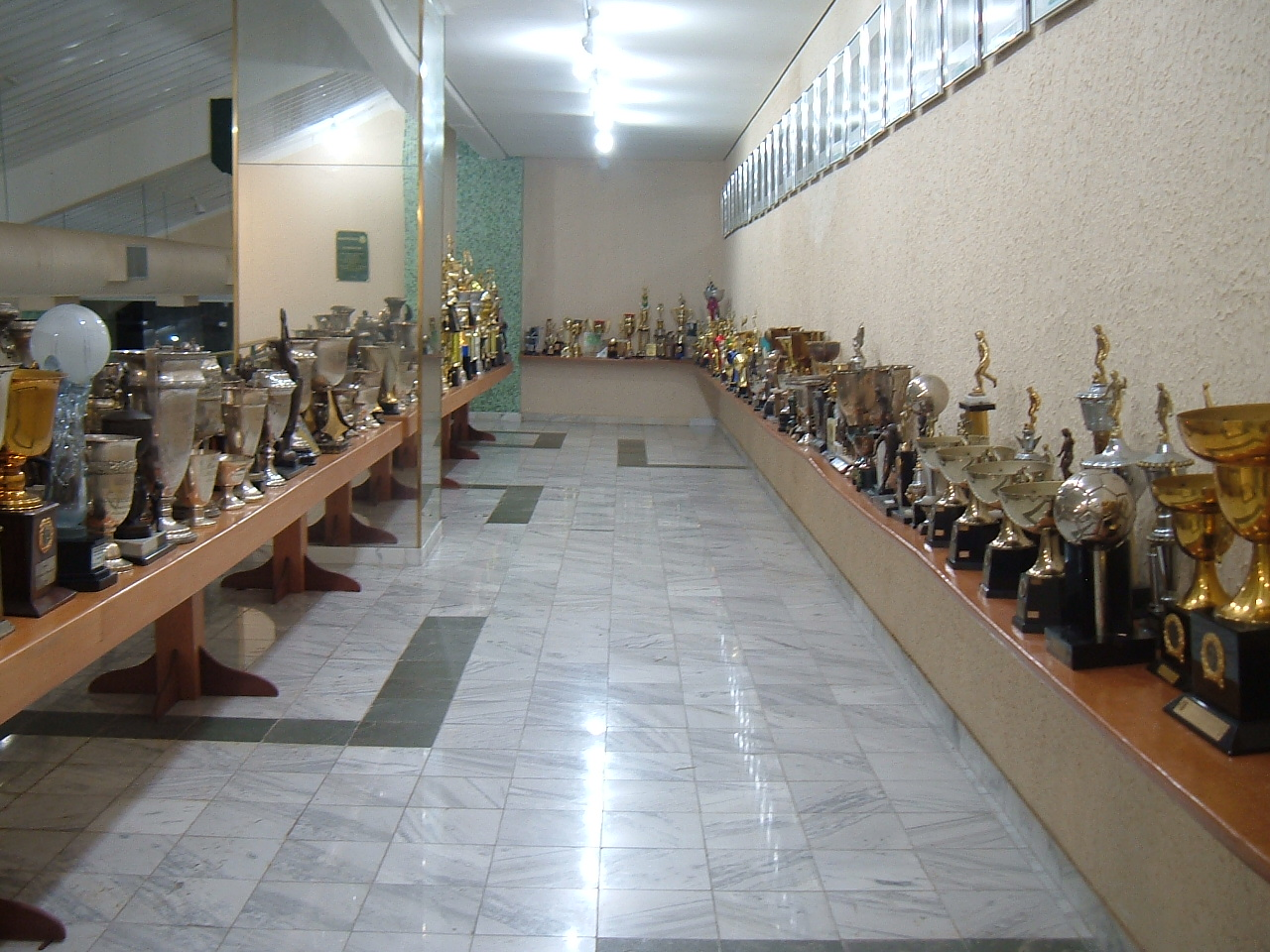
Mais troféus de esportes amadores em foto registrada em 2009

Podemos afirmar que o futsal esmeraldino ao lado do futebol de campo e o hóquei, são os maiores responsáveis pelas conquistas palmeirenses em toda a sua história. A história do futebol de salão no Palmeiras começa no ano de 1955, quando seu departamento foi fundado na gestão de Mario Beni. Inclusive, o Palmeiras foi um dos sócios fundadores da Federação Paulista de Futsal.[carece de fontes?]
Apesar do sucesso do futsal palmeirense, o começo foi difícil, já que no início o Palmeiras não possuía grandes times, mas no final da década de 1950, mais precisamente no ano de 1959, o clube começou a despontar como uma futura potência no referido esporte.[carece de fontes?]
Os anos foram se sucedendo e o Palmeiras, tal qual no futebol de campo, torna-se o "Campeão do Século XX" da modalidade, honraria oferecida pela Federação Paulista de Futsal no ano 2000, pelo então presidente Ciro Fontão de Sousa. Em 2004, mesmo tendo disputado cinco finais das quais obteve êxito em quatro, o Palmeiras não renovou o contrato de sua equipe com a Prefeitura de Osasco.[carece de fontes?]

### Hóquei
O hóquei palestrino começou no ano de 1923. Portanto, é um esporte antigo e tradicional dentro do clube, e talvez, o mais vitorioso depois do futebol. Ao longo dos seus vários anos de existência, este esporte conquistou muitos títulos em todas as categorias, tantos em nível estadual, nacional e até mesmo internacional. O nome de maior relevância dentro da história do hóquei na Sociedade Esportiva Palmeiras, foi, segundo alguns, o da família Torlay, que deu ao Palmeiras, nada mais nada menos, do que três gerações de atletas, entre eles podemos citar o senhor Hyada Torlay, que além de ter sido atleta, também foi presidente da confederação brasileira e até da confederação sul-americana de hóquei sobre patins.[carece de fontes?]
Um fato que entristece aos amantes do hóquei, que embora seja tradicional no Palmeiras, é que o Palmeiras nunca teve um arquivo organizado sobre as conquistas do hóquei palmeirense, e o pior, as federações e confederações também não o possuem. Portanto, alguns títulos conquistados não são conhecidos os anos de suas respectivas conquistas. Nos últimos anos o Palmeiras não tem participado no Campeonato Brasileiro de Hóquei, mas é de esperar que em breve apresente time, numa competição onde tem 2 títulos (1978 e 1994). O Palmeiras se apresenta como um dos melhores times Paulistas, tendo vencido o Campeonato Paulista de Hóquei por 9 vezes.[carece de fontes?]

### Vôlei
A equipe de voleibol masculino da Sociedade Esportiva Palmeiras traz em seu histórico títulos e resultados expressivos, figurando entre os principais e mais tradicionais times de voleibol do Brasil, principalmente na década de 90, quando conquistou o vice-campeonato da Liga Nacional de Voleibol Masculino na temporada 1993-94 e o terceiro lugar na Superliga Brasileira A na temporada seguinte.
Em 6 de abril de 1927 criou-se o Departamento de Voleibol no Palestra Italia, cujo responsável era o uruguaio Ramon Platero, que paralelamente no clube atuava como treinador de vôlei, basquetebol e também de futebol do clube. A modalidade restringia-se a atividades internas nos clubes com finalidade recreativa dos associados. Em 1931 a Federação Paulista de Voleibol, que cuidava da difusão das regras e da popularização à prática deste esporte, organizou o primeiro Campeonato Paulista Interclubes de Voleibol, entre os participantes estava o Verdão. O grande impulso da modalidade no Palmeiras aconteceu a partir do ano de 1992, quando o montou uma equipe com jogadores de alto nível e com principais estrelas da época como: Gilson Mão-de-Pilão, Jorge Edson, Giovane Gávio e o técnico Renan Dal Zotto, culminando na conquista da medalha de prata na Liga Nacional de 1993-94 e na temporada seguinte quando a competição passou a se chamar Superliga Brasileira, conquistou o bronze da primeira edição.
Competiu na Superliga Brasileira com os seguintes nomes: Palmeiras/Parmalat (1994-95), Sociedade Esportiva Palmeiras (1995-96 e 1997-98), Palmeiras/Lousano (1996-97), Palmeiras/Faculdade Osvaldo Cruz (1999-00), Palmeiras Guarulhos (2000-01, 2001-02 e 2002-03).

### Patinação artística

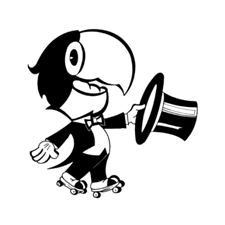
Mascote dos Periquitos em Revista

Periquitos em Revista é o nome do mais tradicional espetáculo de patinação artística sobre rodas em atividade no Brasil, formado por patinadores amadores da Sociedade Esportiva Palmeiras e criado em 1954. Beneficente, o grupo vem, há mais de 65 anos, ajudando diversas entidades filantrópicas a proverem recursos em favor de crianças carentes e outros projetos assistenciais. O grupo foi reconhecido mundialmente pela ONU, por meio da Unesco, em 1968, quando recebeu a Gran Cruz de Mérito Social.

## Publicações e filmes sobre o Palmeiras
Livros, revistas e outras publicações, além de filmes e documentários que retratam a história ou algumas curiosidades do Palmeiras:
Livros
- BETING, Mauro - 20 Jogos Eternos do Palmeiras. São Paulo: Maquinária, 2013.
- BETING, Mauro - O dia em que me tornei…palmeirense. São Paulo: Panda Books, 2007.
- BETING, Mauro - Os dez mais do Palmeiras. São Paulo: Maquinária, 2009.
- BETING, Mauro - Palmeiras - 100 Anos de Academia. São Paulo: Magma Cultural, 2014.
- CAMPOS JÚNIOR, Celso de - O Livro de São Marcos. São Paulo: Editora Realejo, 2011.
- CAMPOS JÚNIOR, Celso de - 1942 - O Palestra vai à Guerra. São Paulo: Editora Realejo, 2012.
- CHRISTIANINI, Jota - Biblia do Palmeirense. São Paulo: Panda Books, 2014.
- CHRISTIANINI, Jota - Palmeiras - Uma Caixinha de Surpresas. São Paulo: Panda Books, 2014.
- DUARTE, Orlando - O alviverde imponente. São Paulo: Companhia Editora Nacional, 2008.
- FERRARI, Osni - Oberdan Cattani, a Muralha Verde. São Paulo. Edição própria, 2004.
- FRANCINE, Soninha - Meu pequeno palmeirense. São Paulo: Editora Belas Letras, 2009.
- GALUPPO, Fernando Razzo - Alma Palestrina. Belo Horizonte: Editora Leitura, 2009.
- GALUPPO, Fernando Razzo - Morre líder, nasce campeão!. São Paulo: BB Editora, 2012.
- GALUPPO, Fernando Razzo - O Time do Meu Coração: Sociedade Esportiva Palmeiras. Belo Horizonte: Editora Leitura, 2009.
- GALUPPO, Fernando Razzo - Palmeiras Campeão do Mundo 1951. São Paulo: Editora Maquinária, 2011.
- GRECO, César - O Brasil é alviverde inteiro. São Paulo: Editora Baroni&Baroni, 2012.
- HELENA JÚNIOR, Alberto - Palmeiras, a eterna Academia - 2ª Edição. São Paulo: DBA, 2003.
- KLEIN, Marco Aurélio e AUDININO, Sérgio Alfredo - O almanaque do futebol brasileiro. São Paulo: Editora Escala, 1998.
- MAZZIERO DE SOUZA, Kleber - Divino: a vida e a arte de Ademir da Guia. Rio de Janeiro: Editora Gryphus, 2001.
- NAPOLEÃO, Antonio Carlos - Corinthians x Palmeiras: Uma história de rivalidade. São Paulo: Editora Mauad, 2001.
- NASSAR, Luciano Ubirajara - Julinho Botelho, um herói brasileiro. São Paulo: Editora Expressão e Arte, 2010.
- PAULINO, Evair Aparecido, BETING, Mauro e GALUPPO, Fernando Razzo - Sociedade Esportiva Palmeiras 1993 - Fim do Jejum, Início da Lenda!. São Paulo: BB Editora, 2013.
- PRATA, Mário - Palmeiras, um caso de amor. São Paulo: DBA, 2002.
- REBELO, Aldo - Palmeiras X Corinthians 1945: O Jogo Vermelho. São Paulo: Editora Unesp, 2010.
- REIS, Marcos e BETING, Mauro - Nunca fui Santo - O Livro Oficial do Marcos. São Paulo: Universo dos Livros, 2012.
- STORTI, Valmir e FONTENELLE, André - A história do campeonato paulista. São Paulo: Publifolha, 1997.
- TREVISAN, Márcio e BORELLI, Hélvio - Mário Travaglini, da Academia à Democracia. São Paulo: HBG Editora, 2008.
- UNZELTE, Celso Dario e VENDITTI, Mário Sérgio - Almanaque do Palmeiras. São Paulo: Editora Abril, 2004.
- ZIRALDO - O Campeão do Século em Quadrinhos. São Paulo: Editora Globo, 2010.

Revistas
- Série Placar: As maiores torcidas do Brasil - Palmeiras. Editora Abril, 1988.
- Série Placar: Grandes Reportagens de Placar - Palmeiras. Editora Abril, 2001.
- Palmeiras: Sua história, suas glórias. Editora Online, 2004.
- Grandes Clássicos: Corinthians x Palmeiras. Editora Online, 2003.

Filmes
- Palmeiras - O Campeão do Século - (2016) - Direção: Kim Teixeira e Mauro Beting
- 12 de Junho de 1993: O Dia da Paixão Palmeirense - (2014) - Direção: Jaime Queiroz e Mauro Beting
- O Casamento de Romeu e Julieta (2005) - Direção: Bruno Barreto.
- Boleiros - Era uma Vez o Futebol... (1998) - Direção: Ugo Giorgetti.
- O Corintiano (1966) - Direção: Milton Amaral.

Documentários
- Palmeiras - Campeão Copa Toyota Libertadores 99 (1999) - Direção: Flávio José Tirico e Luiz Fernando Santoro.
- Primeiro Tempo (2011) - Direção: Rogério Zagallo.
- Santo Marcos (2013) - Direção: Thiago Di Fiore, Fábio Di Fiore e Adolfo Rosenthal.
- Segundo Tempo (2017) - Direção: Rogério Zagallo.
- Um Craque Chamado Divino (2006) - Direção: Penna Filho.

### Outros
- Mundo Palmeiras
- «Arena, a maior transformação do Palmeiras!»
- «Página do Palmeiras no site da Fifa/Futebol Clássico»
- «Página do Palmeiras na Federação Paulista de Futebol»